# Armi da fuoco cinesi dei Ming

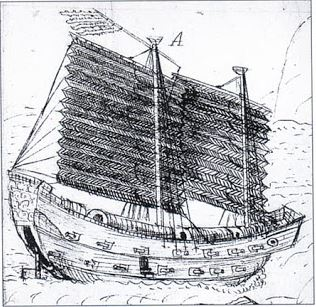
Una giunca Ming armata di cannoni - ill. in

La dinastia Ming migliorò le primitive armi da fuoco ereditate dalle precedenti dinastie Yuan e Song dotando la Cina delle sue prime armi "moderne". Al principio della loro era, i Ming utilizzarono cannoni sempre più grandi. All'inizio del XVI secolo, artiglierie a retrocarica girevole di matrice ottomana e portoghese, tanto quanto e armi da fuoco portatili ad avancarica, furono incorporate nell'arsenale Ming. Nel XVII secolo, anche la colubrina olandese fu incorporata e divenne nota come hongyipao. Alla fine della dinastia Ming, intorno al 1642, i cinesi combinarono i progetti dei cannoni europei con metodi di fusione indigeni per creare cannoni di metallo composito che riunissero le migliori caratteristiche dei cannoni di ferro e bronzo.
Sebbene le armi da fuoco non sostituirono mai completamente l'arco e le frecce, alla fine del Cinquecento il governo imperiale ordinò la produzione d'un numero di bocche da fuoco superiore a quello degli archi e delle balestre.

## Primo periodo Ming

### Impiego bellico delle armi da fuoco

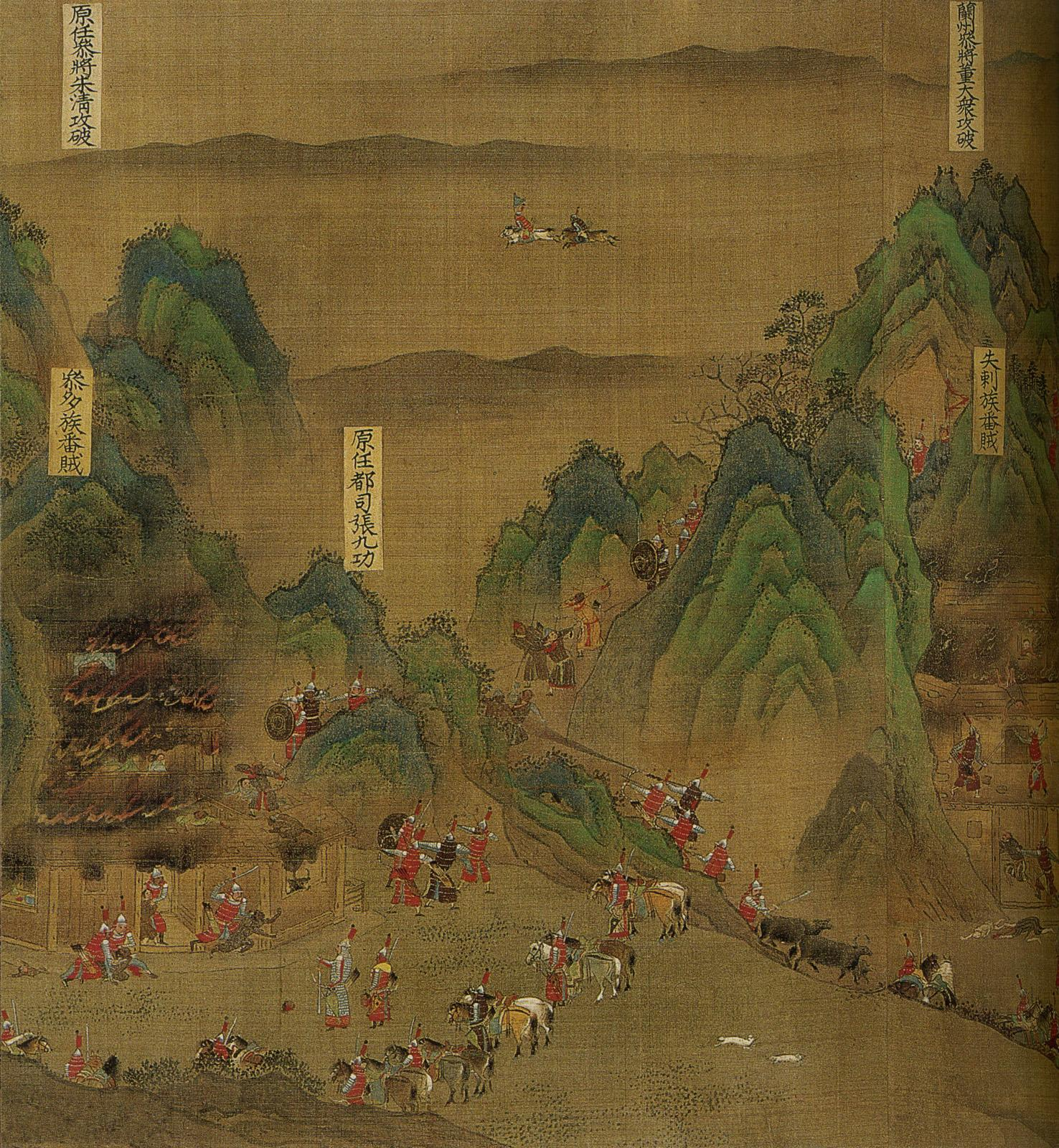
Soldato Ming che usa uno schioppo nel mezzo del dipinto

In Cina, il cannone iniziò a svolgere un ruolo significativo negli assedi non prima della metà del XIV secolo. Nel 1358 durante l'assedio di Shaoxing, l'esercito Ming attaccò la città e i difensori «usarono [...] tubi di fuoco per attaccare l'avanguardia nemica.» L'assedio fu vinto dai difensori, i cui «tubi di fuoco esplosero all'improvviso, e il grande esercito [dell'attaccante] non poté resistere a loro e dovette ritirarsi.» Nel 1363, Chen Youliang non riuscì a prendere Nanchang, difesa dal comandante Ming Deng Yu, a causa dell'uso dei cannoni da parte dei difensori e fu costretto all'assedio nella speranza di prenderli per fame. I cannoni furono usati anche sulla frontiera come artiglieria di guarnigione dal 1412.
I cannoni erano meno utili per l'esercito assediante. Nell'assedio di Suzhou del 1366, l'esercito Ming schierò 2.400 cannoni grandi e piccoli oltre a 480 trabucchi ma nulla riuscì a sfondare le mura della città nonostante «il rumore dei cannoni e dei pao continuasse ininterrottamente giorno e notte.» Le mura della città cinesi tendevano ad essere molto più imponenti di quelle di qualsiasi altra nazione e Suzhou non era diversa: documenti contemporanei rivelano che le mura avevano larghezza di 11 m alla base, altezza di 7 m ed un perimetro complessivo di 17 km. Le difese cittadine furono infine superate attraverso una breccia nei cancelli operata dalle tradizionali operazioni di estrazione manuale e sfondamento. Ciò fu possibile solo perché i difensori stavano già morendo di fame a metà autunno 1367 e non erano in grado di opporre una resistenza adeguata, soccombendo ad un assalto frontale.
Nel 1388 i cannoni furono usati con successo contro gli elefanti da guerra durante la Guerra Ming–Mong Mao (1386–1388) e di nuovo nel 1421 durante la rivolta di Lam Sơn. Nel 1414 l'esercito Ming si scontrò con una forza di Oirati vicino al fiume Tula e li spaventò così tanto con i loro cannoni che gli Oirati fuggirono senza i loro cavalli di scorta, solo per essere attaccati da cannoni cinesi nascosti. Secondo un osservatore cinese, gli Oirati evitarono la battaglia diversi giorni dopo, «temendo che i cannoni fossero arrivati di nuovo.»

I cannoni erano meno decisivi nelle battaglie navali. Nella battaglia del lago Poyang il 29 agosto 1363 la flotta di Zhu Yuanzhang arrivò armata di «bombe incendiarie, cannoni incendiari, frecce incendiarie, semi di fuoco [probabilmente granate], lance da fuoco grandi e piccole, tubi da fuoco "comandanti" grandi e piccoli, bombe di ferro grandi e piccole, razzi.» La sua flotta ingaggiò quella di Chen con l'ordine di «avvicinarsi alle navi nemiche e prima far partire armi a polvere da sparo (發火器), poi archi e balestre, e infine attaccare le loro navi con armi a corto raggio.» Tuttavia furono le bombe incendiarie lanciate usando trabucchi montati sulle navi che riuscirono a «bruciare venti o più navi nemiche e uccidere o annegare molte truppe nemiche.» Alla fine Zhu ne uscì vittorioso speronando e bruciando la flotta nemica con navi antincendio. Sebbene le pistole siano state usate durante la battaglia, alla fine non sono state fondamentali per il successo e la battaglia è stata vinta usando armi incendiarie.

### Numero degli artiglieri

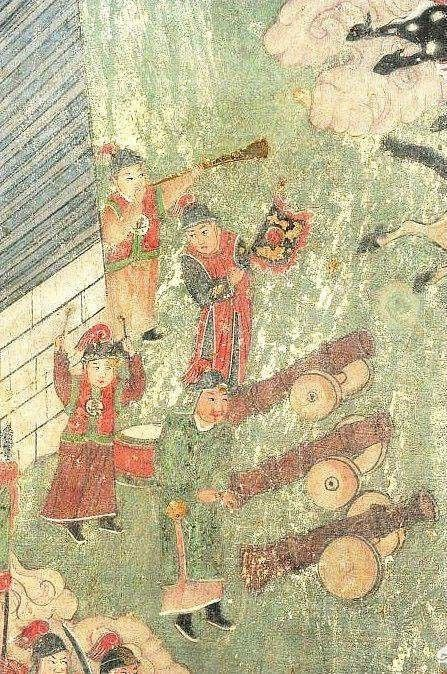
Artiglieri Ming da un murale nella Contea di Yanqing, (Pechino).

Il fondatore della dinastia Ming, Zhu Yuanzhang, poi imperatore Hongwu, lett. "Grande Marzialità", fece un uso prolifico delle armi a polvere da sparo per il suo tempo. I primi codici militari Ming stabilivano che idealmente il 10% di tutti i soldati dovesse essere artigliere. Nel 1380, dodici anni dopo la fondazione della dinastia, l'esercito Ming vantava circa 130.000 artiglieri su un esercito di 1,3-1,8 milioni di soldati. Allo scoppio della guerra Ming-Mong Mao (1386–1388), al generale cinese Mu Ying fu ordinato di produrre duemila schioppi. Sotto i successori di Zhu Yuanzhang, la percentuale di artiglieri aumentò e nel 1440 raggiunse il 20% della forza combattente totale. Nel 1466, la composizione ideale era del 30%. All'indomani della c.d. "Crisi di Tumu" (1449), le autorità imperiali della regione di Tumu raccolsero dal campo di battaglia 5.000 armature abbandonate, 6.000 elmetti, 30.000 armi da fuoco, 1.800 contenitori di polvere da sparo e 440.000 dardi di balestra.

### Munizioni
Il corning della polvere da sparo fu sviluppato nel 1370 per aumentare la potenza esplosiva delle mine terrestri. Si ritiene che la polvere da sparo in scatola potrebbe essere stata usata anche per le armi stando al resoconto d'un tubo di fuoco che sparava un proiettile a 457 metri, cosa probabilmente possibile all'epoca solo con l'uso di polvere in scatola. Più o meno nello stesso periodo, i cannoni Ming passarono da munizioni di pietra a munizioni di ferro, di densità maggiore. Il ricorso a proiettili data al 1412.

### Tipi di cannoni

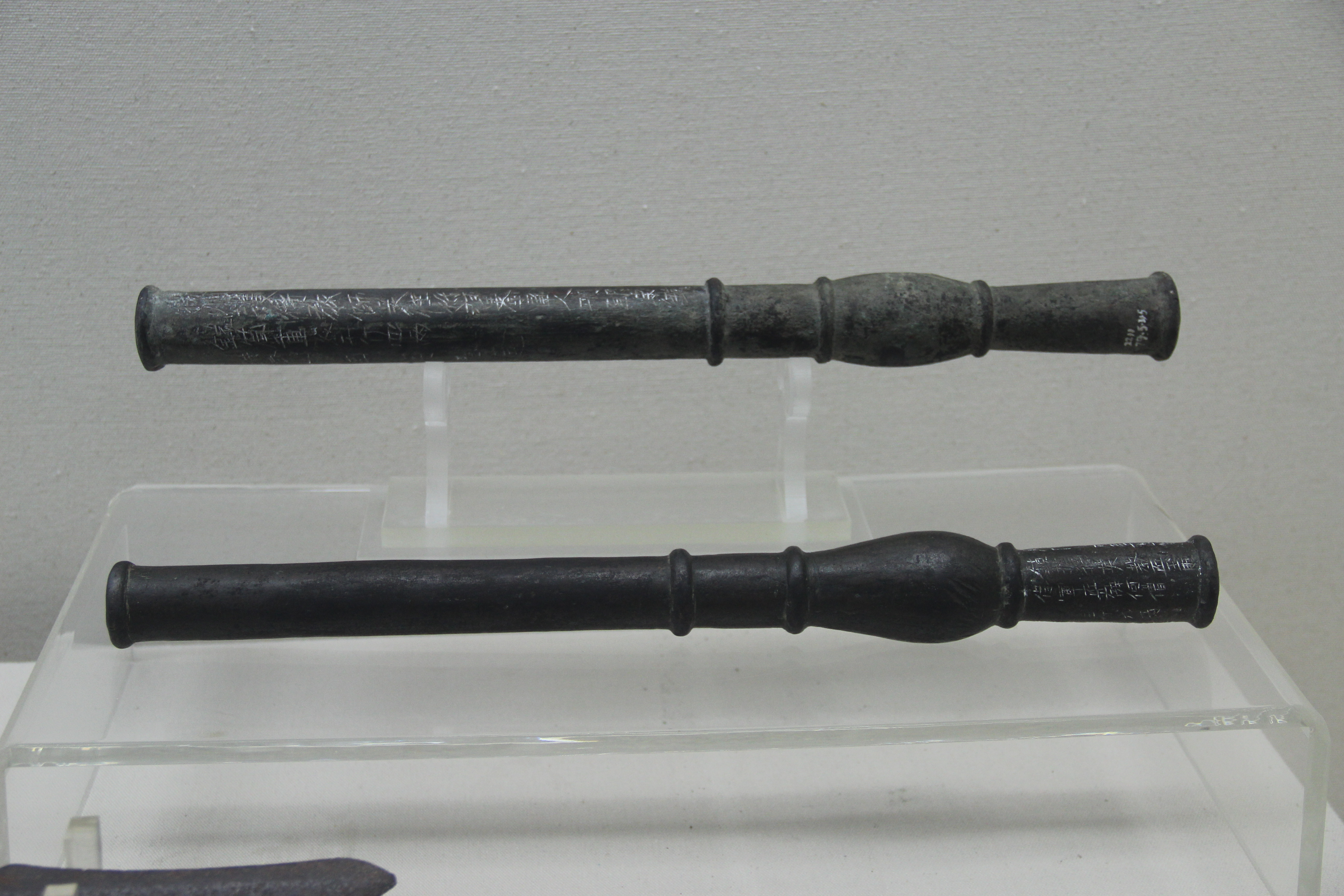
Schioppi Ming

L'imperatore Hongwu creò un Ufficio degli Armamenti (軍器局) che aveva il compito di produrre ogni tre anni 3.000 cannoni di bronzo portatili, 3.000 cannoni di segnalazione, munizioni ed equipaggiamenti vari come le bacchette. Il suo Ufficio dell'Armeria (兵仗局) era responsabile della produzione di cannoni classificati come "grandi generali", "generali secondari", "generali terziari" e "generali che si impadroniscono dei cancelli". Sono state prodotte anche altre armi da fuoco come "lance [di fuoco] miracolose", "pistole miracolose" e "pistole per decapitazione di cavalli". Non è chiaro quale proporzione o quanti di ciascun tipo siano stati effettivamente prodotti.
La maggior parte dei primi cannoni Ming pesava 2-3 kg e quelli considerati "grandi" pesavano circa 75 kg. Durante l'assedio di Suzhou (1366) l'esercito Ming schierò cannoni "grandi" che pesavano fino a 80 kg, erano lunghi circa 1 m e avevano un diametro della bocca di circa 21 cm. Un cannone noto come 大碗口筒S, lett. "Grande tubo a bocca di scodella" datato 1372 pesava solo 15,75 kg ed era lungo 36,5 cm con bocca del diametro di 11 cm. Altri cannoni rinvenuti di questo tipo vanno da 8,35 a 26,5 kg. Di solito erano montati su navi o cancelli come armi difensive. La precisione era bassa ed erano limitati a una gamma di soli 50 passi circa. Esistevano alcuni cannoni eccezionalmente grandi come tre esemplari fusi nel 1377, ciascuno lungo circa un metro, sostenuti da due perni su ciascun lato, del peso di oltre 150 kg, con diametro della bocca di 21 cm. Uno studio metallografico di uno di questi cannoni ha mostrato che era probabilmente realizzato in acciaio fuso anziché in ferro.
I primi cannoni Ming sono riuniti in modelli tipici. C'era il cannone "tigre accovacciata", un piccolo cannone dotato di un collare di metallo e di due gambe di sostegno. C'era un cannone medio noto come il "maestoso cannone a lungo raggio" che aggiungeva un mirino e pesava circa 85 kg. Furono sviluppati anche cannoni più grandi come il "grande cannone generale" e il "grande cannone divino" e almeno 300 di essi furono prodotti nel 1465. Il 大將軍炮S, lett. "Grande cannone generale" in ferro battuto ad avancarica pesava fino a 360 kg e poteva sparare una palla di piombo da 4,8 kg. Il "grande cannone generale" è stato utilizzato per riferirsi a cannoni di varie dimensioni, alcuni pesanti fino a 500 kg. La sua variante più pesante, il 大神銃S, lett. "Grande cannone divino", poteva pesare fino a 600 kg ed era in grado di sparare diverse palle di ferro e oltre un centinaio di colpi di ferro contemporaneamente. Questi furono gli ultimi progetti di cannoni cinesi indigeni prima dell'incorporazione dei modelli europei nel XVI secolo.
L'Huolongjing fornisce descrizioni dei primi cannoni Ming:
- Cannone tigre accovacciata ( hudunpao )

- Cannone maestoso a lungo raggio ( weiyuanpao )

- Cannone tuono dalle mille sfere ( qianzileipao )

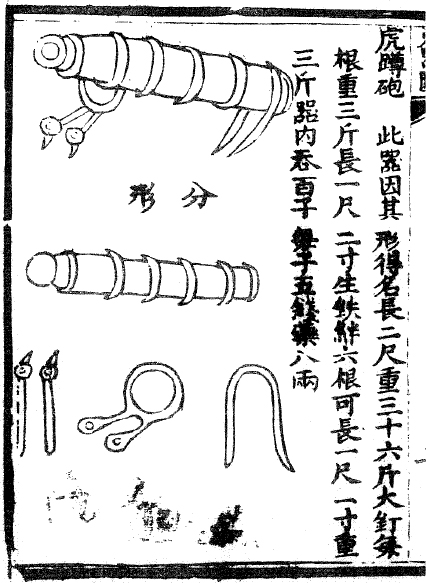
Una rappresentazione del "cannone tigre accovacciato" - in Huolongjing
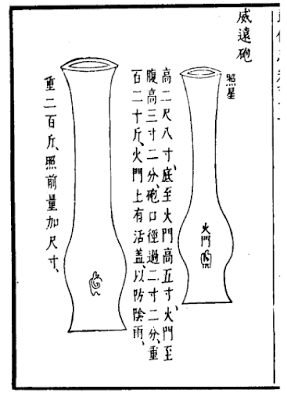
Due "maestosi cannoni a lungo raggio" (威遠砲) - in Huolongjing
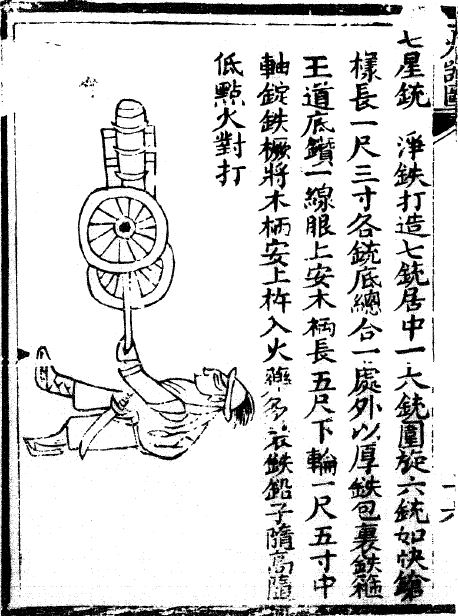
Un "cannone a sette stelle" (qi xing chong) - in Huolongjing. Era un cannone d'organo a sette canne con due cannoni ausiliari al suo fianco su un carrello a due ruote.
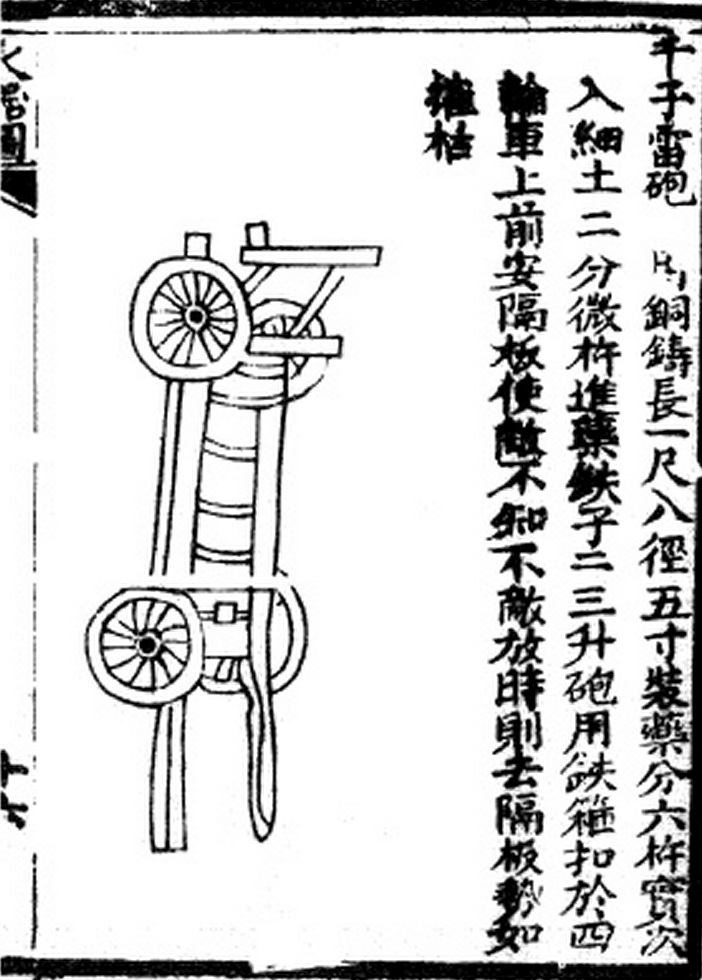
Un'illustrazione di un "cannone a tuono dalle mille sfere" in bronzo in Huolongjing.
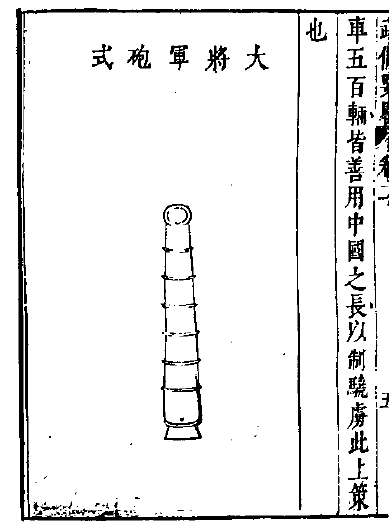
Disegno di un "grande cannone generale", da Wubei Yaolue.
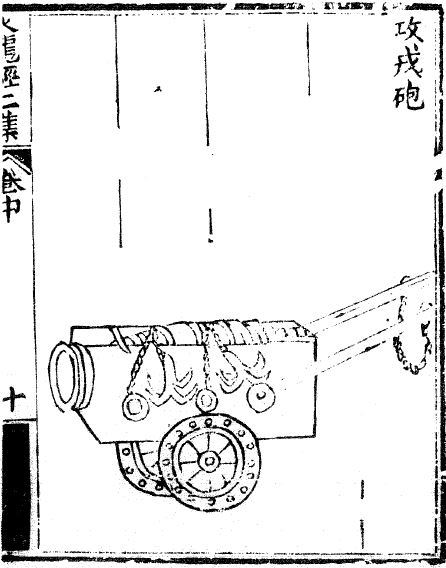
Un "cannone d'attacco barbaro" in Huolongjing. Le catene sono attaccate al cannone per regolare il rinculo.
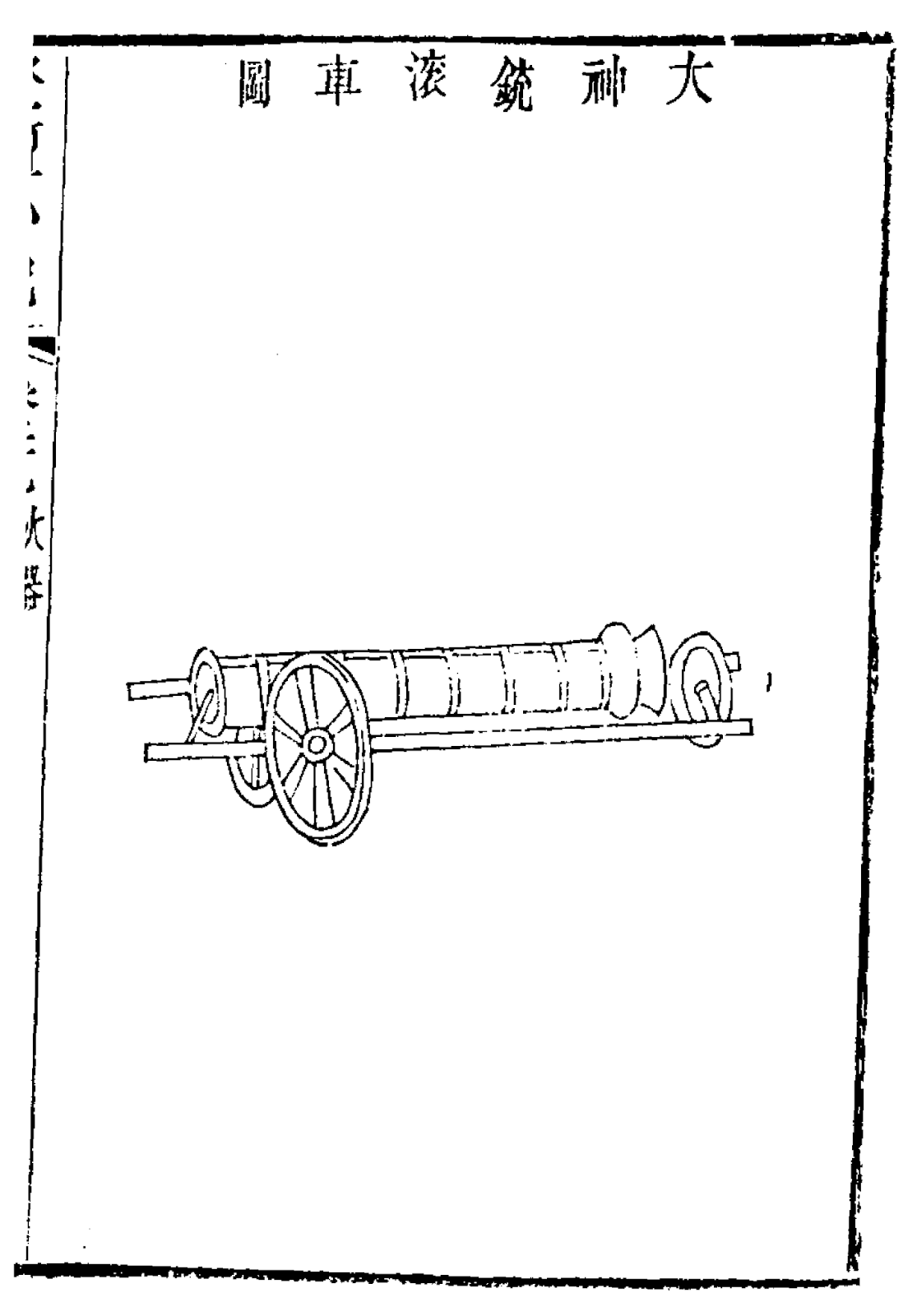
Un "grande cannone divino" del Dengtan Bijiu.

## Stagnazione nello sviluppo di artiglieria di grosso calibro
Sebbene la Cina fosse il luogo d'origine della polvere da sparo, le armi lì rimasero relativamente piccole e leggere: meno di 80 kg per l'artiglieria pesante e meno di 2 kg per l'artiglieria leggera. L'eccezione sono tre cannoni fusi nel 1377, ciascuno lungo circa un metro, sostenuti da due perni su ciascun lato, del peso di oltre 150 kg, e con un diametro del muso di 21 cm. Uno studio metallografico di uno di questi cannoni ha mostrato che era fatto di acciaio fuso anziché di ferro. Le armi da fuoco erano proliferate in tutta la Cina tra XIII e XIV secolo e divennero uno spettacolo comune durante gli assedi ma cannoni veramente grandi non si svilupparono mai in Cina. La motivazione di questo mancato sviluppo è oggi ancora oggetto di forti dibattiti.

### Teoria "Nomadi"
L'asianologo Kenneth Chase sostiene che lo sviluppo delle armi ristagnò durante la dinastia Ming a causa del tipo di nemico affrontato dai cinesi: i cavalieri nomadi della steppa eurasiatica. Chase sostiene che i cannoni non erano particolarmente utili contro questi avversari, perché problematici da schierare, lenti nel colpire e onerosi da un punto di vista logistico, laddove il nemico da affrontare, uso a colpire e ritirarsi velocemente, pretendeva uno stile di combattimento agile e flessibile. Gli eserciti cinesi quindi facevano meno affidamento sull'artiglieria rispetto alle loro controparti europee che, nei medesimi anni, combattevano grandi battaglie di fanteria e assedi con largo uso di cannoni.
Tuttavia, l'ipotesi Chase è stata criticata da Tonio Andrade, secondo il quale i cinesi consideravano le armi da fuoco molto preziose contro i nomadi. Durante le guerre tra Ming e Mongoli del XIV e inizio XV secolo, furono utilizzati i cannoni. Nell'ottobre 1428, l'imperatore Xuande guidò un'unità di confine imperiale di 3.000 soldati contro una forza più o meno uguale di mongoli. I Ming aprirono il fuoco sui mongoli usando armi da fuoco portatili e ne uccisero più della metà. Le armi da fuoco furono usate anche per difendersi da un'invasione mongola nel 1449 e le armi erano molto richieste lungo i confini settentrionali, dove erano comuni le piazzeforti armate. Diverse fonti chiariscono che i leader militari cinesi hanno ritenuto che le armi fossero altamente efficaci contro i nomadi nel corso del XV-XVI secolo. Lo studioso militare Weng Wanda arrivò ad affermare che solo con le armi da fuoco si poteva sperare di avere successo contro i mongoli in rapido movimento e acquistò pistole speciali sia per le difese della Grande Muraglia che per le truppe offensive che combattevano nelle steppe. Andrade sottolinea anche che Chase minimizza la quantità di guerra in corso al di fuori della frontiera settentrionale, in particolare la Cina meridionale, dove enormi battaglie di fanteria e assedi come in Europa erano la norma. Nel 1368 l'esercito Ming invase il Sichuan, la Mongolia e lo Yunnan. Sebbene nei resoconti della campagna in Mongolia si faccia poca menzione dell'arma da fuoco, i cannoni Ming hanno prontamente sbaragliato gli elefanti da guerra dello Yunnan, e nel caso del Sichuan, entrambe le parti hanno impiegato armi da fuoco ugualmente potenti. Quando il fondatore della dinastia Ming, Zhu Yuanzhang, morì, la guerra civile che ne seguì vide gli eserciti cinesi combattersi sempre con armi da fuoco altrettanto potenti. Dopo la vittoria dell'usurpatore Yongle, i Ming intrapresero altre cinque spedizioni in Mongolia, insieme all'invasione di Dai Viet, con molte delle loro truppe equipaggiate d'armi da fuoco. Nel 1414, l'esercito Ming si scontrò con una forza di mongoli Oirati vicino al fiume Tula e li spaventò così tanto con i cannoni che i nomadi fuggirono senza i loro cavalli di scorta, cadendo preda dell'artiglieria nemica appostata all'uopo. Secondo un osservatore cinese, gli Oirati evitarono la battaglia diversi giorni dopo, «temendo che i cannoni fossero arrivati di nuovo.» In Vietnam, come nello Yunnan, gli elefanti da guerra se la cavarono male e furono sconfitti con una combinazione di frecce e armi da fuoco. In quel contesto, le armi da fuoco cinesi furono utilizzate anche nelle fortificazioni difensive ma risultarono inefficaci contro gli obiettivi individuali come i guerriglieri vietnamiti.

### Teoria economica
La teoria dei nomadi è stata anche criticata da Stephen Morillo per la sua dipendenza da una semplice analisi di causa ed effetto. In alternativa, Morillo suggerisce che la principale differenza tra lo sviluppo di armi cinese ed europeo fosse economica. Secondo Morillo, le armi europee erano più competitive grazie alla produzione privata, mentre le armi cinesi erano fabbricate secondo le specifiche del governo. Sebbene sia generalmente vero, Peter Lorge sottolinea che le specifiche delle armi erano molto diffuse in Cina e, ironia della sorte, il vero cannone sviluppò per la prima volta ai tempi dei Song, quando le armi erano un'impresa esclusiva del governo, suggerendo che l'economia di produzione era meno influente sulle armi sviluppo di quanto ipotizzato. Al contrario, si verificarono meno innovazioni durante la dinastia Ming, quando la maggior parte della produzione fu spostata nel dominio degli artigiani privati. Andrade conclude che, sebbene l'ipotesi Chase di una stagnazione causata dai nomadi non debba essere scartata del tutto, non offre una spiegazione completa per la stagnazione dello sviluppo delle armi da fuoco in Cina.

### Teoria del "Muro cinese"

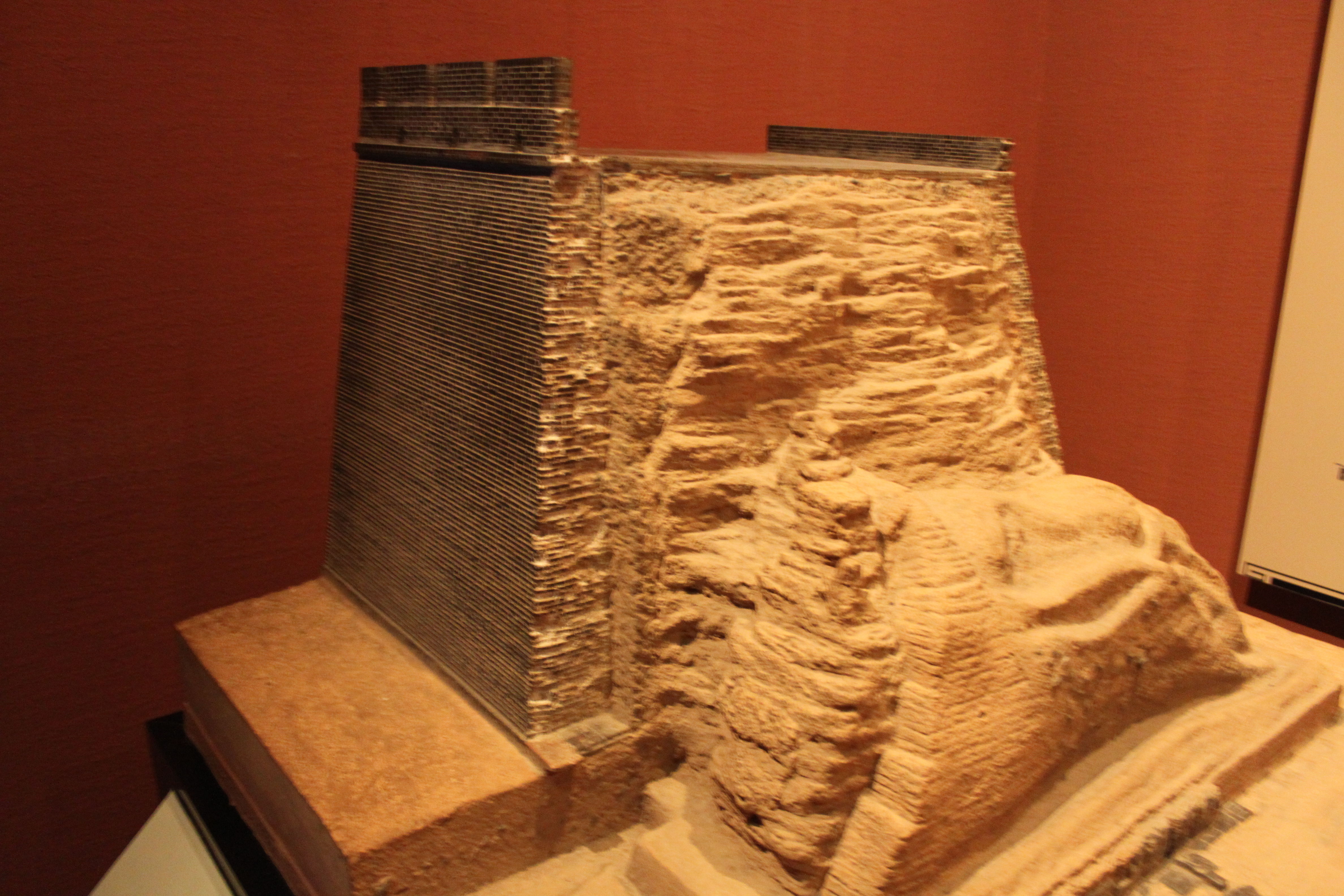
Tipica cinta muraria cinese (MODELLO).

Secondo Tonio Andrade, lo sviluppo delle armi da fuoco cinesi non fu ostacolato dalla metallurgia, sofisticata in Cina, e la dinastia Ming costruì grandi cannoni negli anni 1370 ma a ciò non diede seguito. Né fu per la mancanza di scontri in cui impiegarle, come suggerito da altri storici. La risposta fornita da Andrade è semplicemente che le mura cinesi erano molto meno vulnerabili ai bombardamenti. Sostiene infatti che le mura tradizionali cinesi erano costruite in modo diverso dalle mura medievali europee, tale da renderle più resistenti al fuoco dei cannoni.
Le mura cinesi erano più grandi delle mura medievali europee. A metà del XX secolo un esperto europeo di fortificazioni commentò la loro immensità: «in Cina [...] le città principali sono circondate fino ai giorni nostri da mura così consistenti, alte e formidabili che le fortificazioni medievali d'Europa sono esigue in confronto.» Le mura cinesi erano spesse. Le mura del capoluogo della prefettura e provincia di Ming erano spesse 10-20 m alla base e 5-10 m alla sommità.
In Europa, le mura più alte furono costruite dall'Impero romano, con spesso i 10 m d'altezza, la stessa di molte mura cittadine cinesi, ma con spessore di solo 1,5-2,5 m. Le Mura Serviane di Roma raggiunsero uno spessore di 3,6-4 metri e un'altezza di 6-10 m. Anche altre fortificazioni nell'impero eguagliarono queste specifiche ma tutte impallidivano rispetto alle mura cinesi loro contemporanee che in casi estremi potevano raggiungere uno spessore di 20 m alla base. Anche le mura di Costantinopoli, spesso descritte come «il più famoso e complicato sistema difensivo nel mondo civilizzato», non potevano eguagliare una grande cinta muraria cinese. Se le mura esterne e interne di Costantinopoli fossero state combinate, avrebbero raggiunto solo poco più di un terzo della larghezza d'un muro principale in Cina. Secondo Filone di Alessandria, la larghezza di un muro doveva essere di 4,5 m di spessore per poter resistere all'artiglieria. Le mura europee del XIII-XIV secolo potevano raggiungere i livelli romani ma raramente li superavano in lunghezza, larghezza e altezza, rimanendo spesse circa 2 m. È lecito notare che quando si fa riferimento a un muro molto spesso nell'Europa medievale, si intende solitamente un muro di 2,5 m di larghezza che sarebbe stato considerato sottile in un contesto cinese. Ci sono alcune eccezioni, come l'Hillfort di Otzenhausen, una fortezza circolare celtica con uno spessore di 40 m in alcune parti, ma le pratiche celtiche di costruzione dei forti si estinsero nel periodo altomedievale. Andrade prosegue osservando che le mura del mercato di Chang'an erano più spesse delle mura delle principali capitali europee.

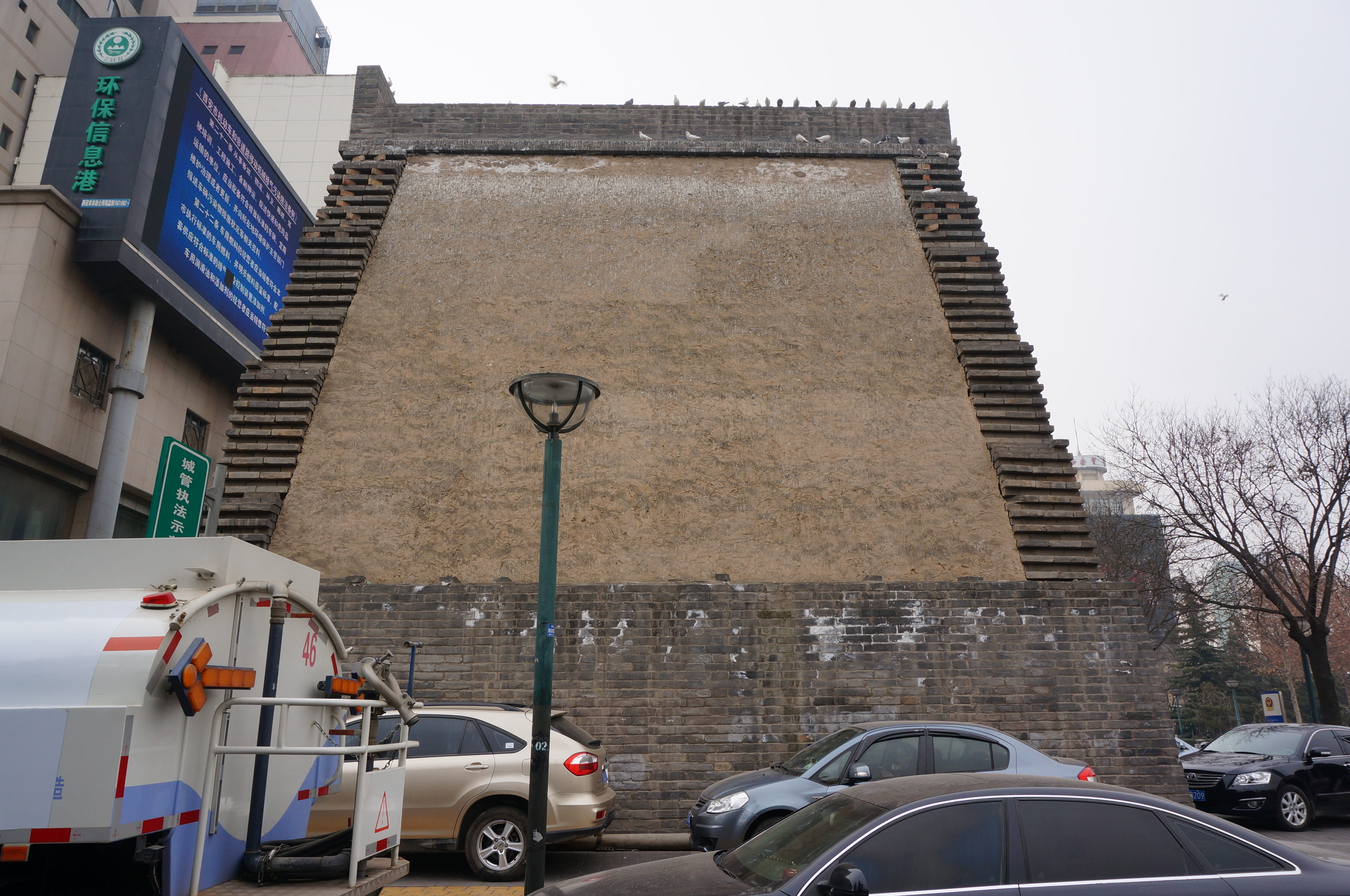
Muro difensivo del palazzo del principe Qin, sezione occidentale.

A parte le loro immense dimensioni, le mura cinesi erano anche strutturalmente diverse da quelle costruite nell'Europa medievale. Le mura medievali europee per i castelli erano per lo più costruite con pietra intervallata da ghiaia o pietrisco e incollate da malta calcarea. Le mura cinesi utilizzavano una varietà di materiali diversi a seconda della disponibilità delle risorse e del periodo di tempo, dalle pietre ai mattoni alla terra battuta. A volte, sezioni diverse dello stesso muro utilizzavano materiali e tecniche di costruzione diversi: es. una sezione in pietra e un'altra in terra battuta. Nel periodo medievale erano comuni le mura cinesi con nuclei di terra battuta che assorbivano l'energia dei colpi di artiglieria. Le pareti sono state costruite utilizzando strutture in legno che sono state riempite con strati di terra pressata fino a uno stato altamente compatto e, una volta completata, le strutture sono state rimosse per essere utilizzate nella sezione di muro successiva. Durante determinati periodi di tempo come la dinastia Song e successive, i muri di terra battuta erano ricoperti da uno strato esterno di mattoni o pietra per prevenire la corrosione, e durante i Ming, i lavori di sterro erano intervallati da pietre e macerie. La maggior parte delle mura cinesi erano anche inclinate, il che defletteva meglio l'energia del proiettile, piuttosto che verticale.
La teoria del muro cinese si basa essenzialmente su un'ipotesi costi-benefici, in cui i Ming hanno riconosciuto la natura altamente resistente delle loro pareti ai danni strutturali e non potevano immaginare alcuno sviluppo accessibile dei cannoni a loro disposizione in quel momento per essere in grado di violare detti muri. Ancora nel 1490 un diplomatico fiorentino considerava ridicola l'affermazione francese che «la loro artiglieria è in grado di creare una breccia in un muro di otto piedi di spessore» e i francesi «spacconi per natura.» Infatti i proiettili esplosivi del XX secolo ebbero qualche difficoltà a creare una breccia nei muri di terra battuta.
Secondo il tenente Ouchterlony, un soldato scozzese nella guerra dell'oppio (1839-1860), le batterie di cannoni cinesi a Xiamen erano quasi insensibili ai bombardamenti di cannoni da 32 libbre a causa della protezione loro offerta dalla muratura e dai lavori di sterro:
Ancora durante la seconda guerra sino-giapponese (1937-1945), i nipponici trovarono qualche difficoltà a violare le vecchie mura di terra battuta di Nanchino:
(Nohara Teishin, sulla conquista giapponese di Nanchino nel 1937)
Andrade prosegue chiedendosi se gli europei avrebbero sviluppato o meno grandi pezzi di artiglieria se avessero affrontato le più formidabili mura in stile cinese, concludendo che investimenti così esorbitanti in armi incapaci di servire il loro scopo primario non sarebbero stati l'ideale.

## Medio periodo Ming

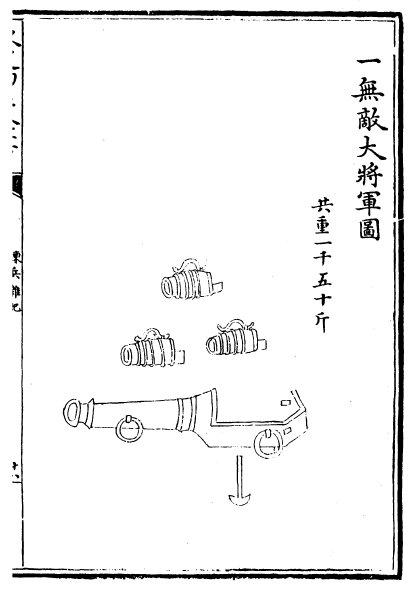
Il "grande generale invincibile" è un cannone a retrocarica da 630 chilogrammi. Dal Lianbing Zaji, 1571.

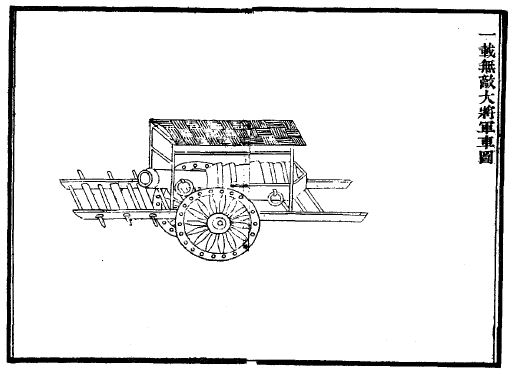
Un cannone a retrocarica su una carrozza, dal Lianbing Shiji, 1571.

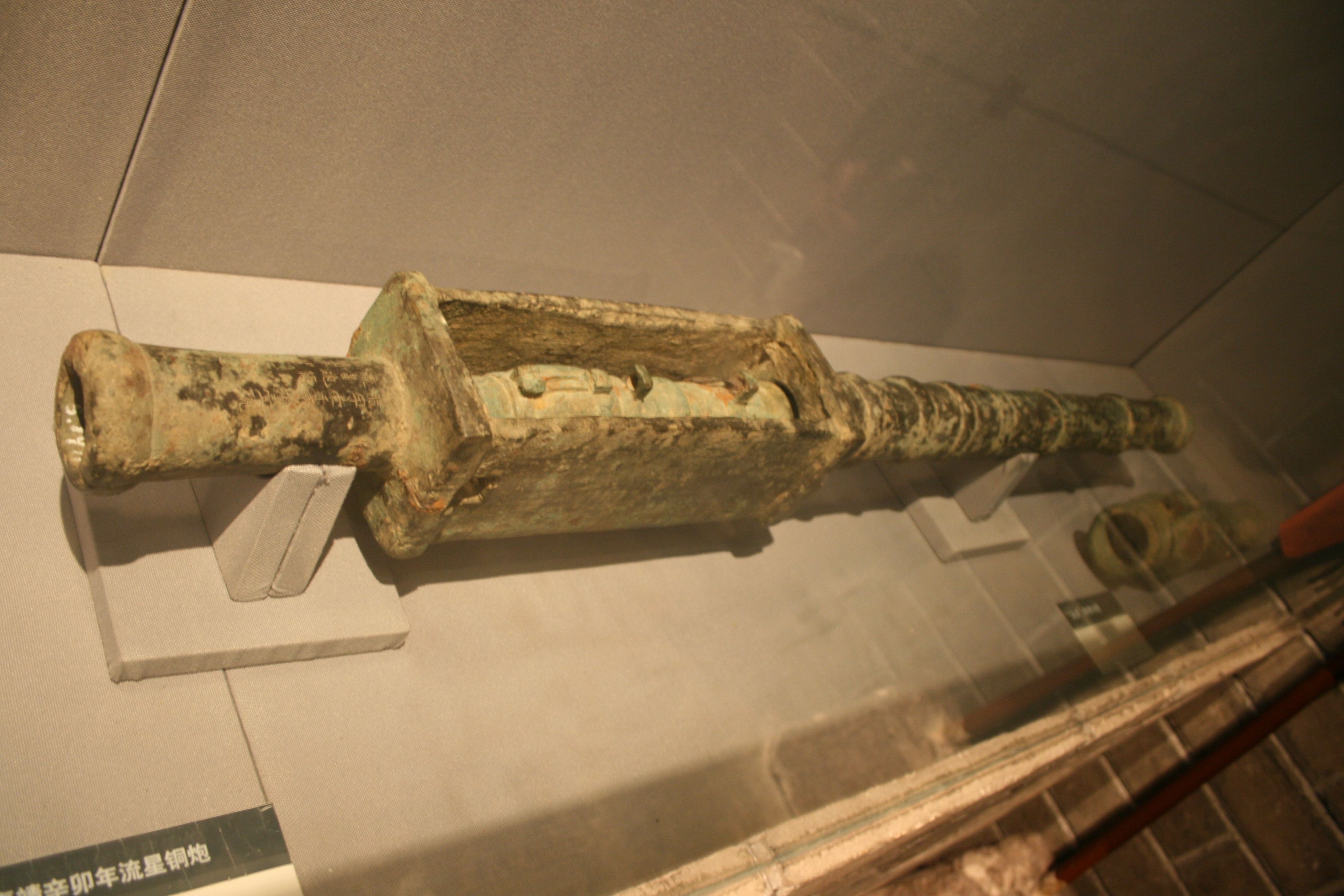
Cannone Ming a retrocarica.

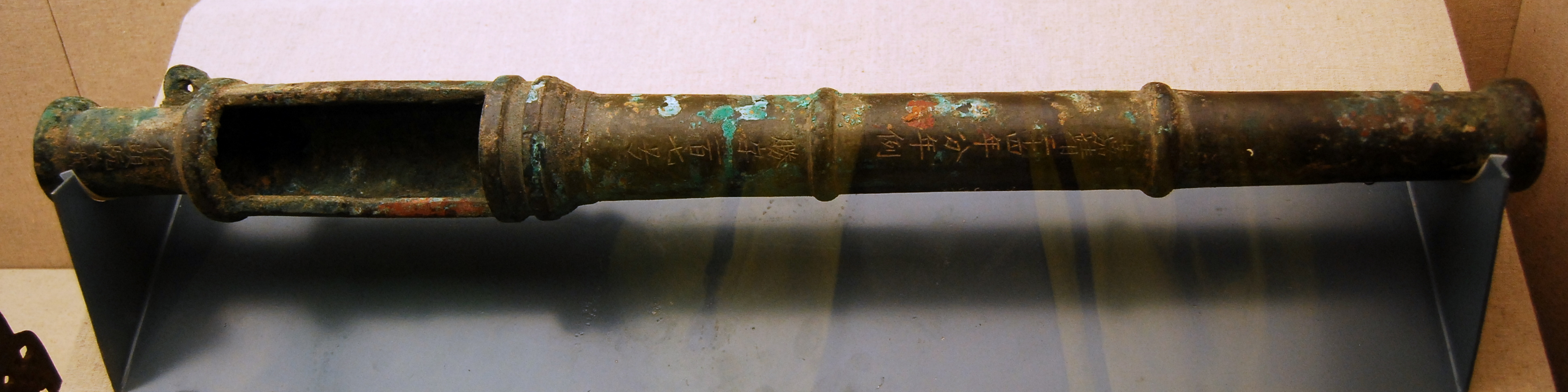
Cannone a retrocarica Ming, 1546

### Folangji
Il medio periodo Ming vide l'arrivo dei cannoni europei in Cina. Il cannone girevole a retrocarica portoghese noto come folangji era ben noto nella Cina meridionale già nel 1510 e poteva essere acquistato entro il 1518. Probabilmente non raggiunsero la Cina direttamente dai portoghesi a causa della prima data della loro presenza, precedente la Conquista portoghese di Malacca. Nel 1523 ne fu prodotto un lotto di prova di 32 per la corte e nel 1528 ne furono prodotti 4.000 per le fortificazioni di confine. Le opinioni divergono sul fatto che l'origine del cannone sia portoghese o turca. C'era una confusione se folangji dovesse essere il nome di un popolo (il portoghese) o il nome di un'arma. Infatti la parola folangji rappresenta 2 parole diverse con etimologia diversa. Il termine folangji come arma è correlato ai prangi trasportati nelle galee ottomane e ai farangi usati da Babur. La parola folangji come etnonimo (franco o portoghese) non è correlata. I cannoni prangi ottomani potrebbero aver raggiunto l'Oceano Indiano prima delle navi ottomane o portoghesi, eventualmente tramite la Via della seta. Nella Storia del regno di Wan Li (萬厲野獲編), di Shen Defu, si dice che «Dopo il regno di Hongzhi (1445–1505), la Cina iniziò ad avere cannoni Fu-Lang-Ji, il cui paese si chiamava anticamente Sam Fu Qi.» Nel volume 30 su "Gli stranieri dai capelli rossi" scrisse «Dopo il regno di Zhengtong (1436–1449) la Cina si impadronì dei cannoni Fu-Lang-Ji, il più importante strumento magico degli stranieri.» Ha menzionato i cannoni circa 60 o 70 anni prima del primo riferimento sul portoghese. Era impossibile per i cinesi entrare in possesso dei cannoni portoghesi prima del loro arrivo. Pelliot riteneva che il cannone folangji raggiunse la Cina prima del cannone portoghese, forse da vettori anonimi della Malesia. Needham notò che i cannoni a retrocarica erano già familiari nel sud della Cina nel 1510, poiché una ribellione a Huang Guan fu distrutta da più di 100 folangji. Potrebbe anche essere precedente, portato nel Fujian da un uomo di nome Wei Sheng e usato per sedare un incidente di pirati nel 1507.

### Fa Gong
Il Fa Gong era un pezzo di artiglieria super pesante che entrò nell'arsenale Ming a metà del XVI secolo. Probabilmente derivato da falconetti europei, era un cannone ad avancarica in bronzo che poteva pesare da 630 a 3.000 kg. I più grandi erano usati solo per la difesa costiera. Sia il Jixiao Xinshu sia il Chouhai tubian registrano il Fa Gong come un cannone navale con l'avvertenza che un uso improprio rischiava di danneggiare il natante. Tuttavia, le illustrazioni di accompagnamento in genere raffigurano solo soldati con armi a mano e non mostrano cannoni a bordo delle navi.

### Archibugi a miccia
Gli archibugi con innesco a miccia potrebbero essere stati introdotti in Cina nel 1523 e nel 1548 venivano usati in piccolo numero dalle forze Ming. Sono stati usati principalmente contro i pirati wokou e il loro successo portò alla produzione di più esemplari. Migliaia di archibugi furono ordinate per la produzione pochi anni dopo: es. nel 1558 l'Ufficio Centrale delle Armi Militari ordinò la produzione di 10.000 esemplari. Secondo Tang Shunzhi, a metà Cinquecento, il costo di produzione di un archibugio richiedeva 0,2 tael per 20 pezzi di ferro del Fujian, 0,18 tael per 6 giorni di lavoro per martellare il ferro, 0,19 tael per 6 giorni di lavoro per forgiare il ferro in un tubo, 0,21 tael per 7 giorni di lavoro alesando la canna e altri costi vari come 0,01 tael per la bacchetta di bambù. Nella stima più bassa, un archibugio "finito" costava 2,31 (3 once d'argento)-3,83 (5 once d'argento) tael.
Nel 1560, Qi Jiguang, che originariamente era ambivalente nei confronti degli archibugi, vi si rivolse dopo aver subito sconfitte per mano del wokou, così descrisse l'arma:
(Jixiao Xinshu)
Nel libro di Zhao Shizhen del 1598, lo Shenqipu, sono illustrati moschettieri turchi ottomani con dettagli delle loro armi, insieme a moschettieri europei con relativo dettaglio delle loro armi. C'è anche un'illustrazione e una descrizione di come i cinesi avessero adottato la posizione inginocchiata ottomana nel sparare mentre usavano moschetti di fabbricazione europea, sebbene Zhao Shizhen descrisse i moschetti turchi come superiori a quelli europei. Il Wubei Zhi (1621) in seguito descrisse moschetti turchi che utilizzavano un meccanismo a cremagliera, che non era noto per essere stato utilizzato in nessuna arma da fuoco europea o cinese all'epoca.

### Tiro al volo
Qi Jiguang ha applicato il concetto di tiro al volo alle armi da fuoco a miccia e ha schierato squadre di 10 moschettieri. La formazione di moschetti ottimale proposta da Qi era una squadra di moschetti di 12 uomini simile alla formazione di anatre mandarine da mischia. Tuttavia, invece di combattere in una formazione corpo a corpo, hanno operato secondo il principio del tiro al volo, che Qi ha sperimentato prima della pubblicazione della prima edizione del Jixiao Xinshu. Le squadre potevano essere disposte in un'unica linea, due strati di profondità con cinque moschettieri ciascuno, o cinque strati di profondità con due moschetti per strato. Una volta che il nemico era nel raggio d'azione, ogni strato avrebbe sparato in successione, e in seguito un'unità armata con le tradizionali armi da combattimento ravvicinato sarebbe andata avanti davanti ai moschettieri. Le truppe sarebbero quindi entrate in mischia con il nemico insieme. In alternativa, i moschettieri potevano essere collocati dietro palizzate di legno o altre fortificazioni, sparando e ricaricando continuamente a turno.
Nel 1571 Qi prescrisse un reggimento di fanteria ideale di 1.080 moschettieri su 2.700 uomini, ovvero il 40 per cento della forza di fanteria. Tuttavia non si sa quanto bene sia stato effettivamente implementato e ci sono prove che Qi abbia incontrato una dura resistenza all'incorporazione di nuove armi a polvere da sparo nella Cina settentrionale mentre era di stanza lì. Scrive che «al nord i soldati sono stupidi e impazienti, al punto che non riescono a vedere la forza del moschetto, e si ostinano a tenersi stretti alle loro lance veloci (una specie di lancia da fuoco), e sebbene quando confrontando e gareggiando sul campo di allenamento il moschetto può colpire il bersaglio dieci volte meglio della lancia veloce e cinque volte meglio dell'arco e delle frecce, non si lasciano convincere".
(Jixiao Xinshu)

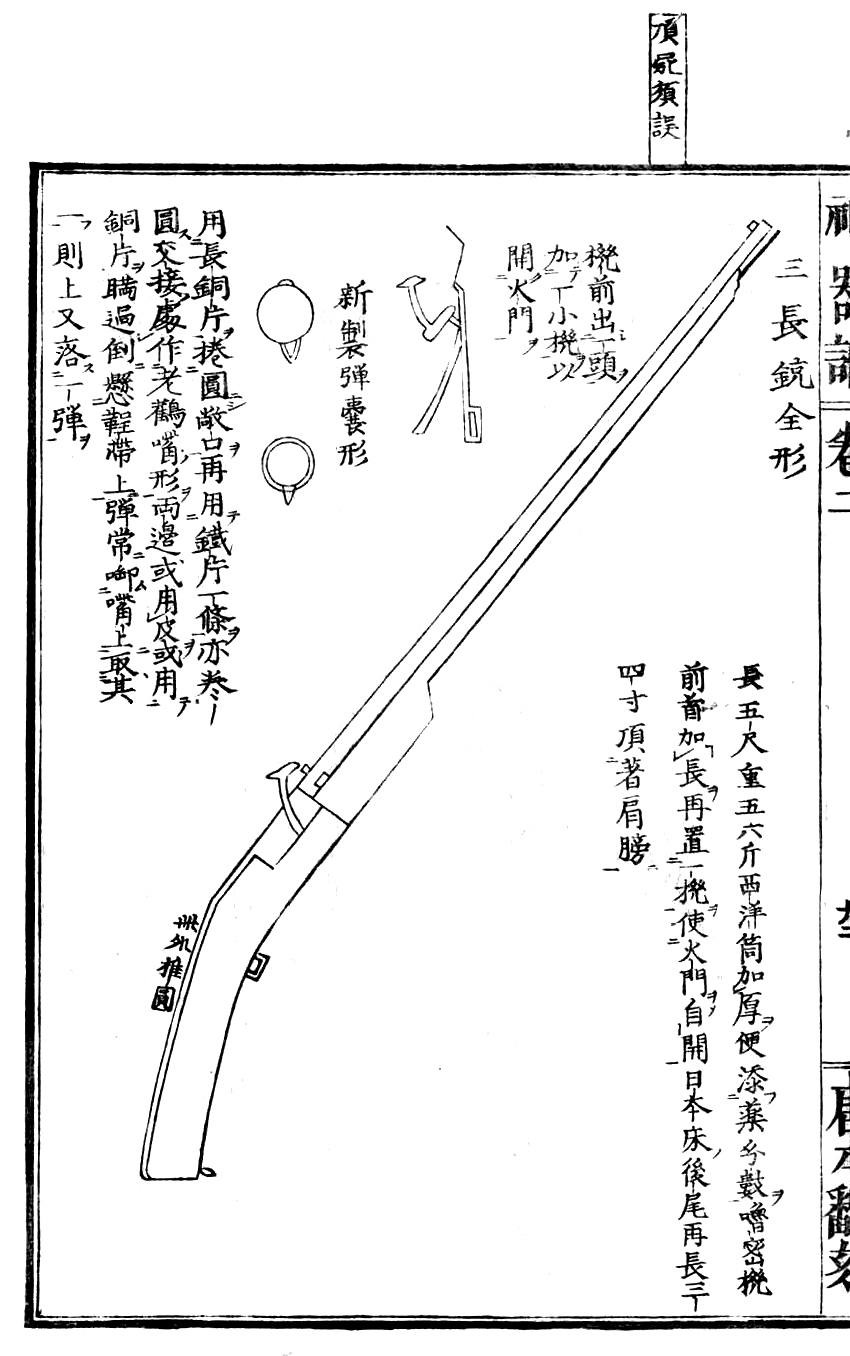
Archibugio Ming a miccia - ill. in Shenqipu, 1598.
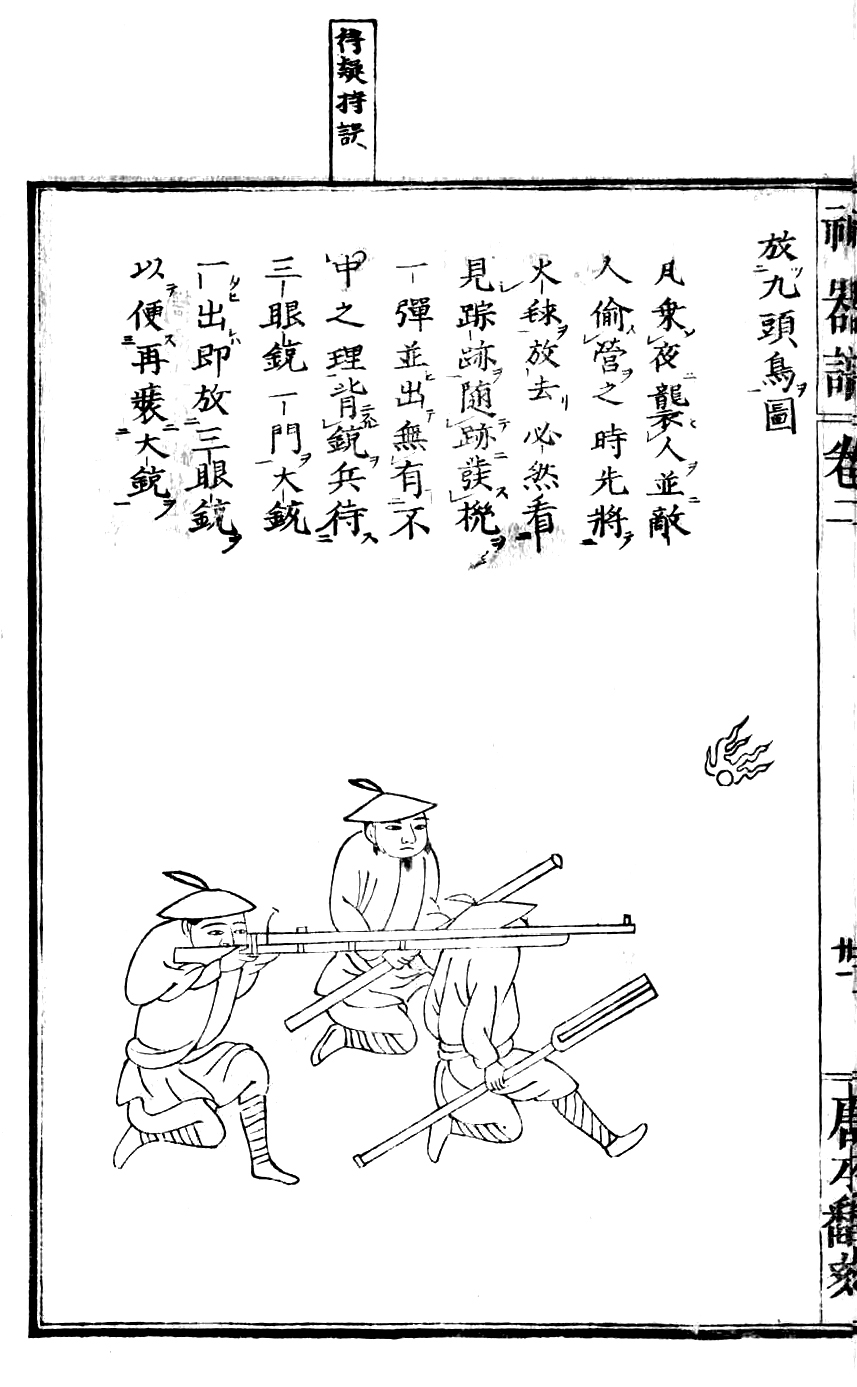
Jingal - ill. in Shenqipu, 1598.
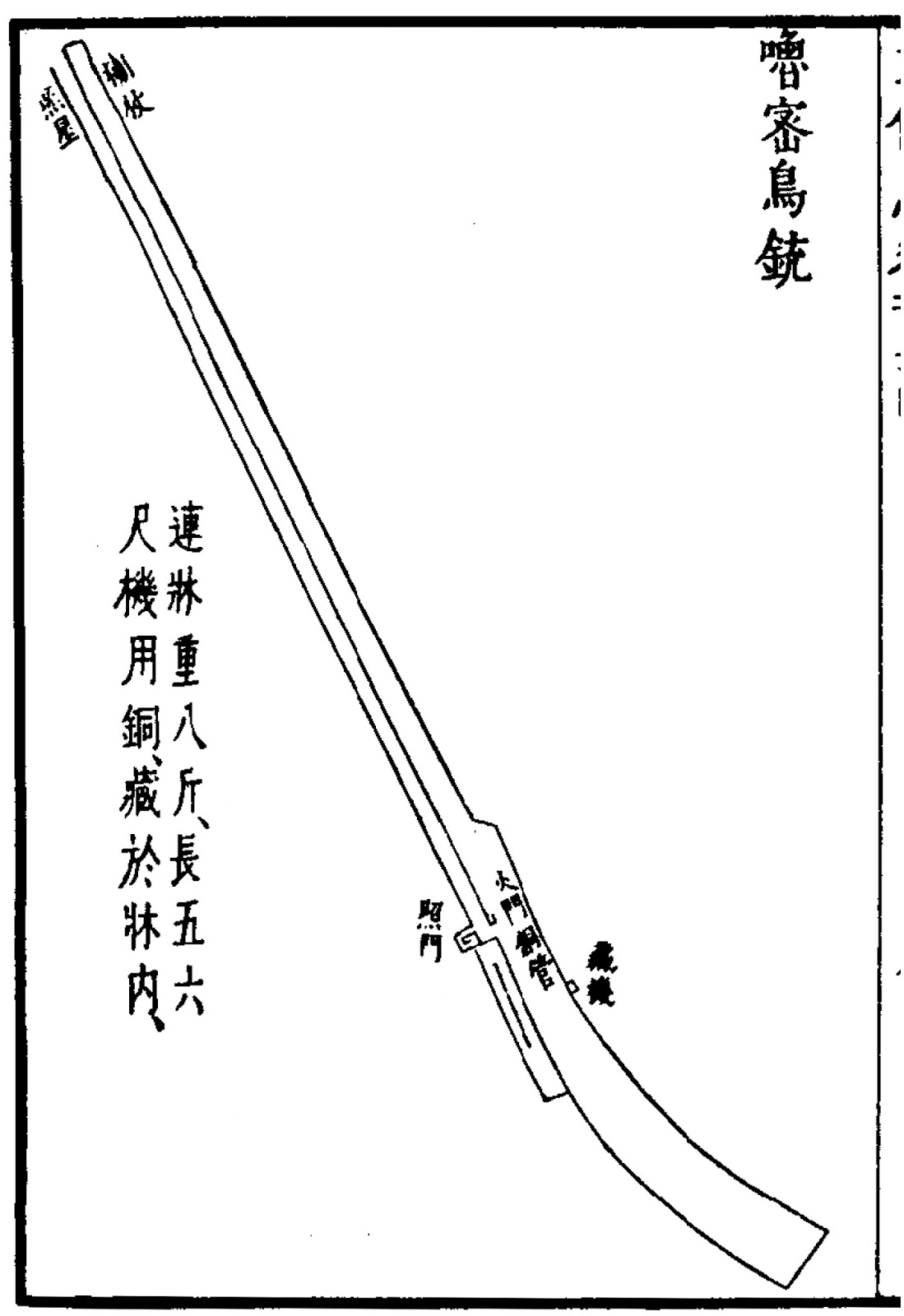
Archibugio Ming a miccia - ill. in Wubei Zhi, 1628.
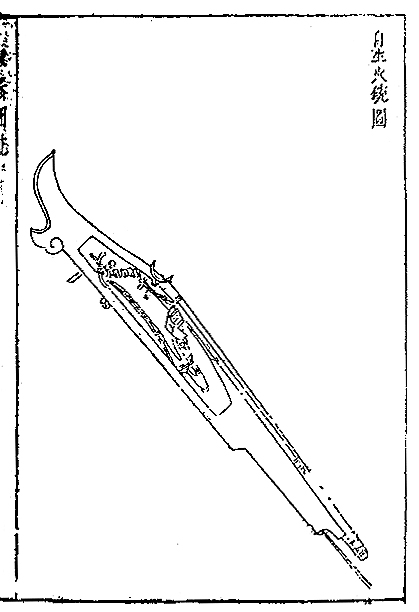
Un'arma da fuoco a pietra focaia - ill. in Junqi tushuo, 1635.
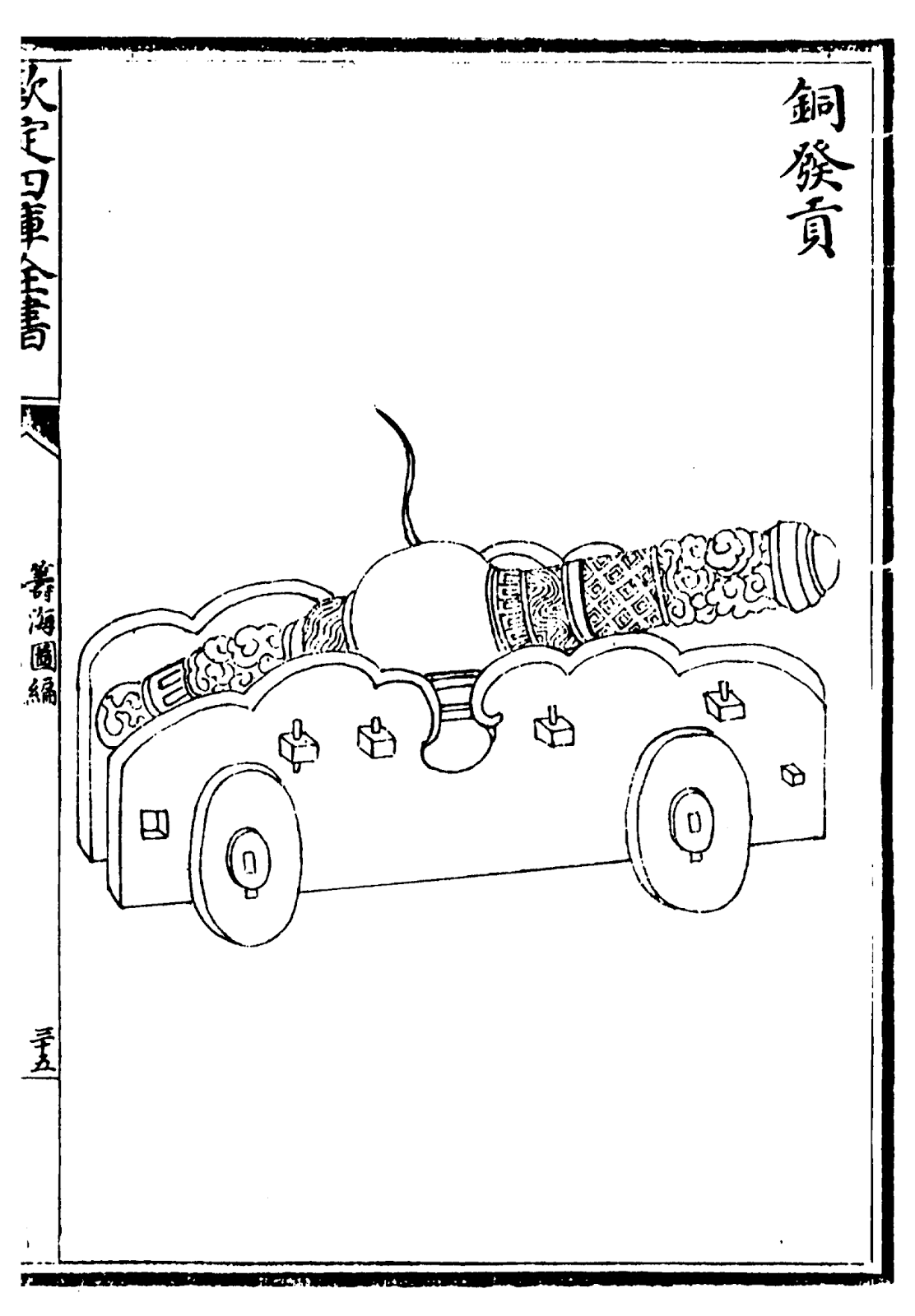
Fa Gong, un cannone di bronzo ad avancarica che poteva pesare 630-3.000 kg - ill. in Chouhai Tubian, 1562.
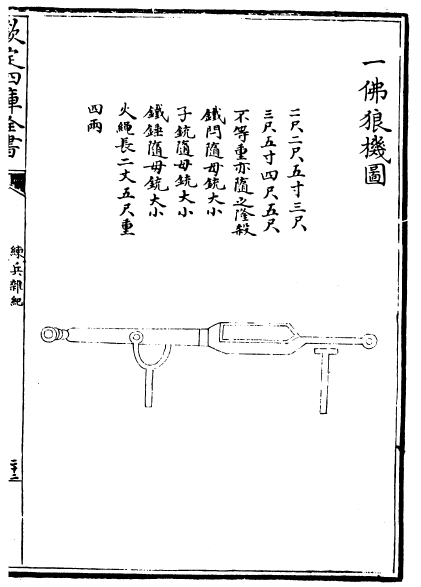
Cannone girevole folangji - ill. in Lianbing Zaji, 1571.
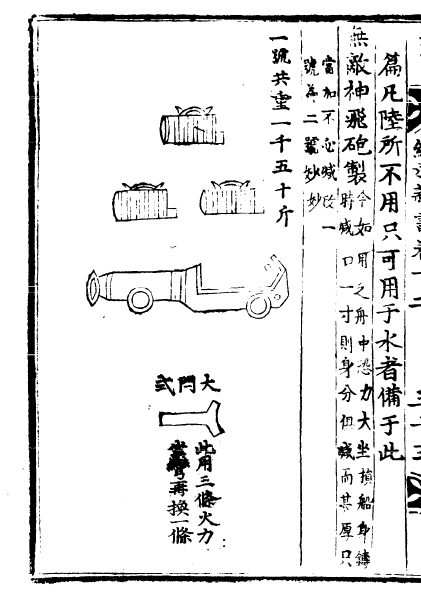
"Invincibile cannone volante divino", un cannone navale a retrocarica - ill. in Jixiao Xinshu, 1584.

## Periodo tardo Ming

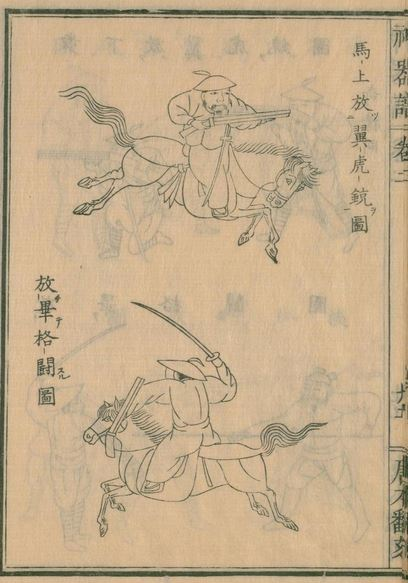
Un cavaliere che spara con una "pistola tigre alata" e in seguito la usa come scudo. Da Shenqi Pu, 1598.

Secondo lo Shenqi Pu (1598), una brigata di fanteria di 2.699 uomini doveva essere equipaggiata con 1.080 moschetti e 216 archi. Una brigata di cavalleria di 2.988 uomini doveva essere equipaggiata con 1.152 archi, 432 moschetti e 60 cannoni tp. "tigre accovacciata". Una brigata di carri di 3.109 uomini era equipaggiata con 145 carri, 8 grandi cannoni, 256 cannoni girevoli e 512 moschetti. Lo Shenqi Pu mostra i soldati che usano carri come muri dietro i quali sparano da buchi usando i moschetti. Cinque uomini hanno lavorato per ricaricare e sparare con il moschetto in rotazione. Anche i Manciù usarono qualcosa di simile nella loro guerra contro la dinastia Ming: utilizzavano piattaforme corazzate su ruote, da cui due moschettieri sparavano sul nemico.
(Qi Jiguang)
Un'innovazione tardo Ming nella guerra con la polvere da sparo fu l'uso di telescopi per mirare l'artiglieria. Secondo il Wu Xian Zhi (Storia locale e geografia di Suzhou), furono usati durante il regno dell'imperatore Chongzhen contro le ribellioni contadine del tardo periodo Ming:

### Il cannone divino di Lord Ye
Nella seconda metà del XVI secolo, Ye Mengxiong sviluppò un cannone a retrocarica con una portata di 800 passi noto come "il cannone divino di Lord Ye". Questa nuova variante allungava la camera a circa 2 m e pesava circa 150 kg.
Nel 1592 faceva parte del treno di artiglieria Ming durante una campagna contro una ribellione mongola a Ningxia.

### Carabina tigre alata
La "carabina tigre alata" era una carabina a tripla canna sviluppata da Zhao Shizhen per l'uso a cavallo. Era lunga circa un terzo di un moschetto e veniva fornita con una copertura per la polvere di adescamento. La versione di fanteria poteva penetrare l'armatura a una distanza di 90-105 iarde e la versione di cavalleria circa la metà. Zhao lo considerava inefficace se non a distanza ravvicinata e raccomandava di usarlo come arma da mischia dopo aver sparato.

### Armi con retrocarica dalla culatta
Zhao Shizhen sviluppò archibugi a retrocarica alla fine del XVI secolo. Utilizzavano camere a forma di tubo precaricate che potevano essere caricate nella culatta della canna. La fuoriuscita di gas limitava l'efficacia di queste armi e potrebbe persino rappresentare un pericolo per l'utente a causa della stretta vicinanza del meccanismo d'accensione. Per prevenire perdite di gas, Zhao progettò canne intercambiabili ma erano molto lunghe e ingombranti.

### Copertura antipioggia
Zhao Shizhen ha anche sviluppato una copertura anti-pioggia per archibugi e moschetti. Il para-pioggia in bronzo era collegato a un pendolo ponderato che puntava sempre verso il basso anche se l'orientamento dell'arma cambiava. Questa aggiunta era proibitiva in termini di costi e non poteva essere prodotta in grandi quantità.

### Baionetta
All'inizio del XVII secolo He Rubin aggiunse una baionetta a spina all'archibugio a retrocarica.

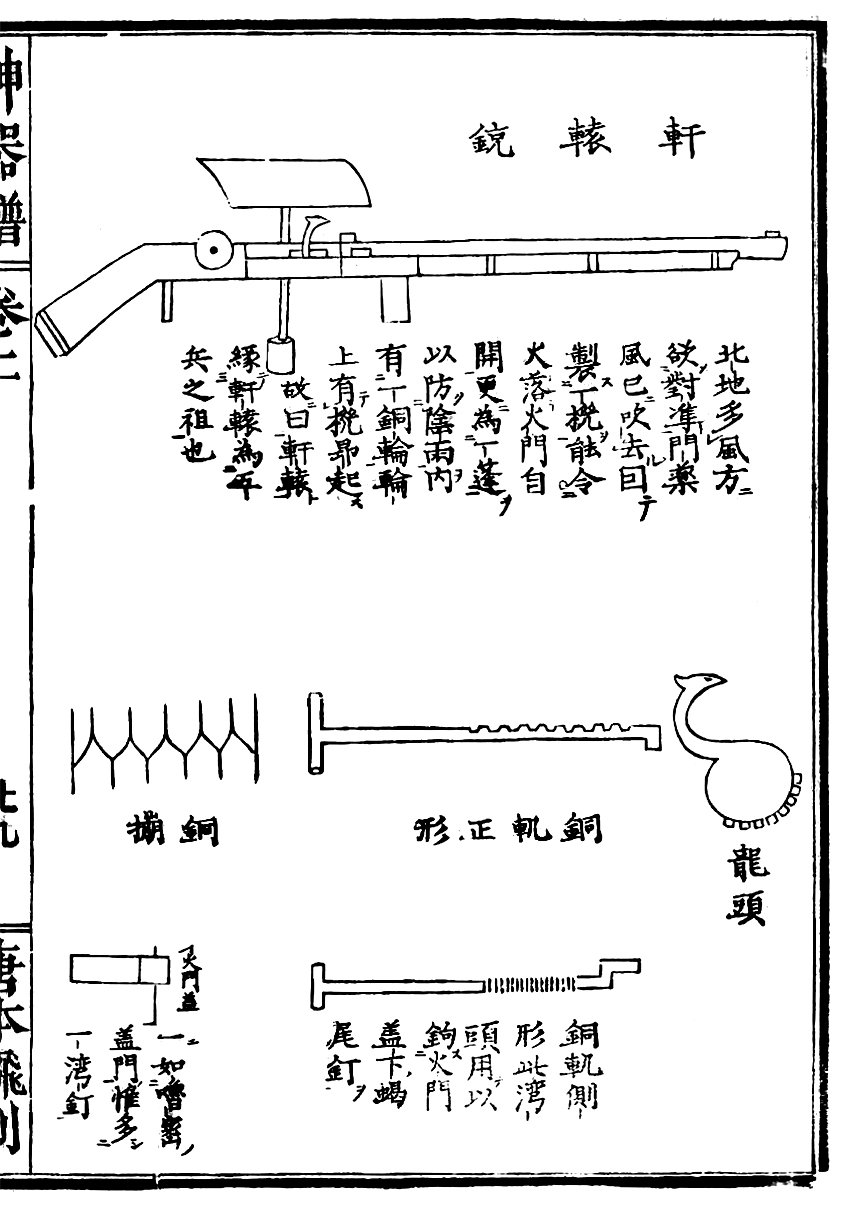
Un moschetto con paratia anti-pioggia - ill. in Shenqipu (1598).
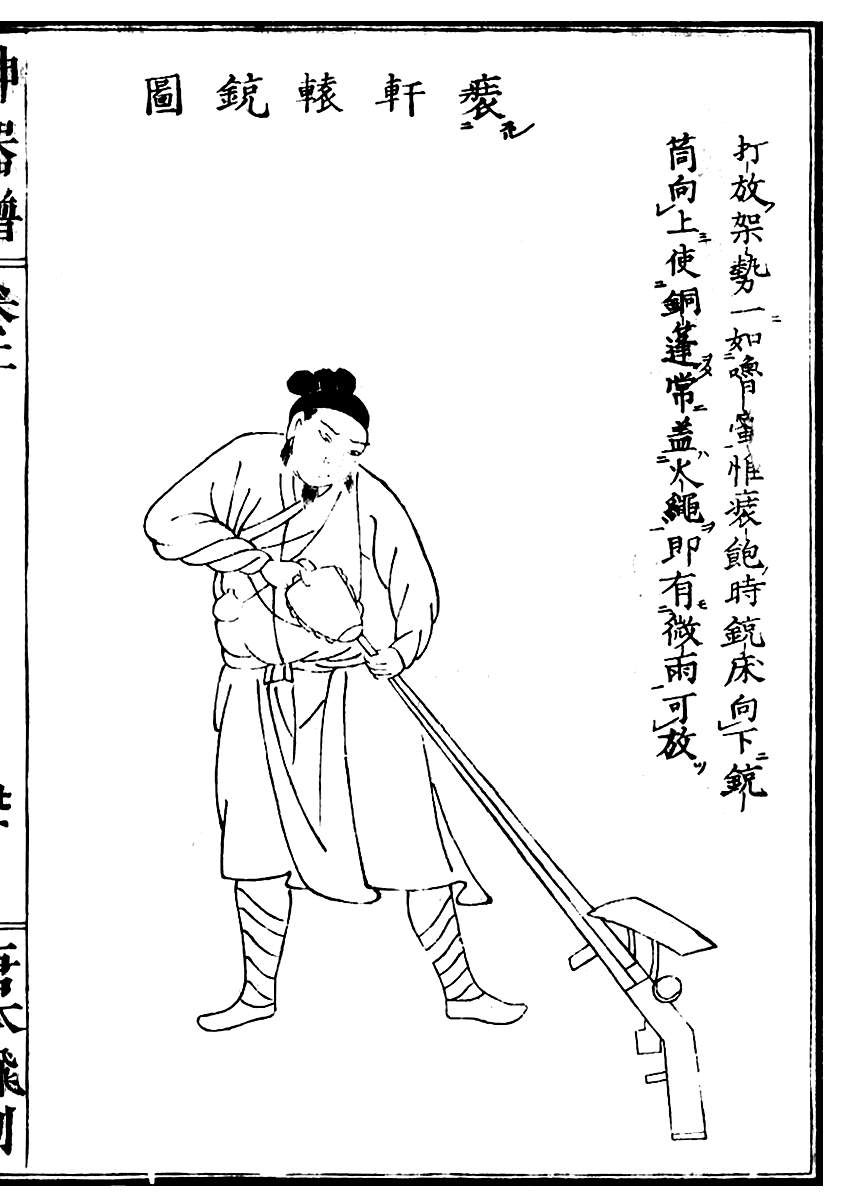
Un uomo che carica un moschetto con paratia anti-pioggia - ill. in Shenqipu (1598).
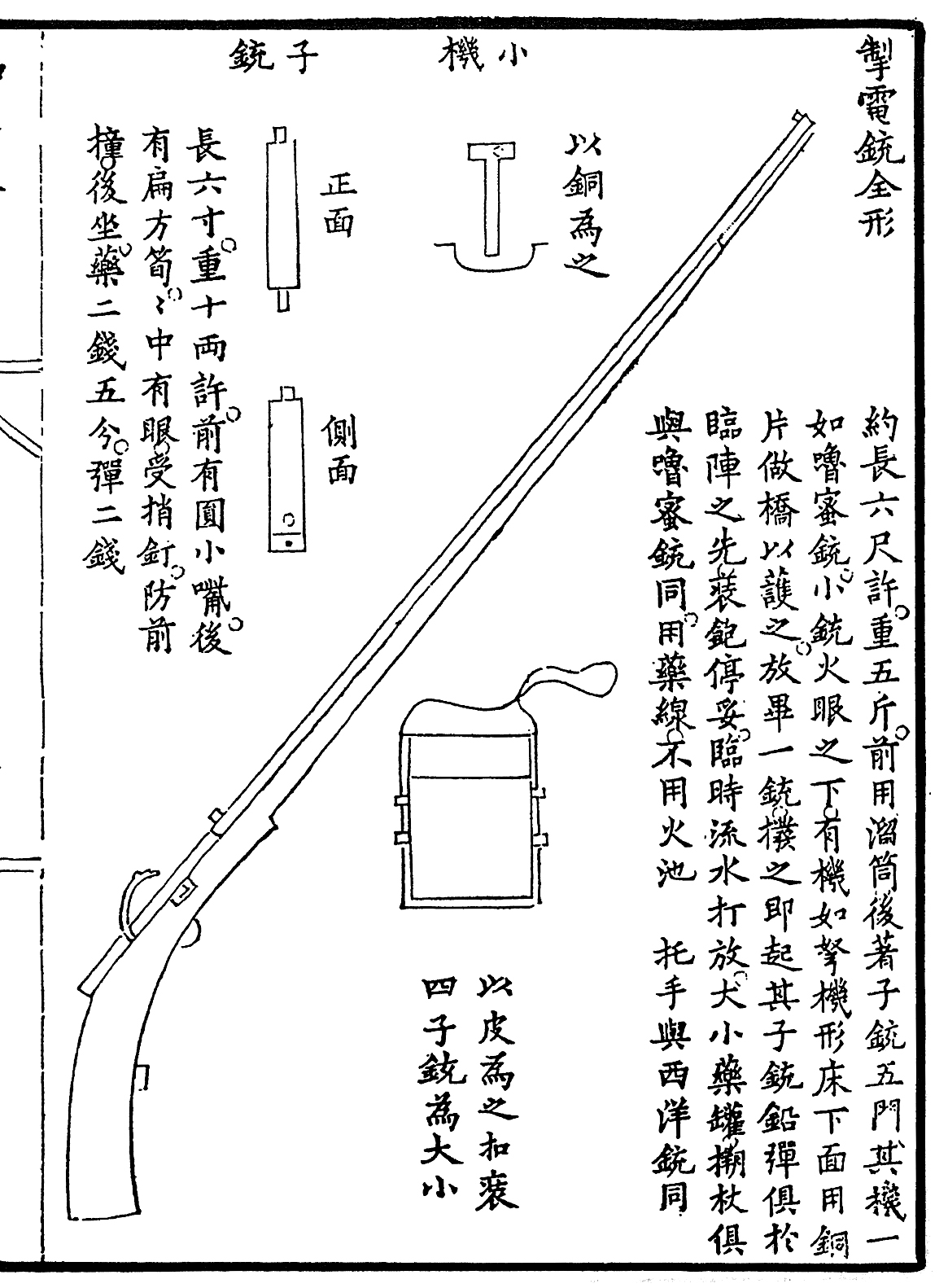
Un moschetto a retrocarica - ill. in Shenqipu (1598).
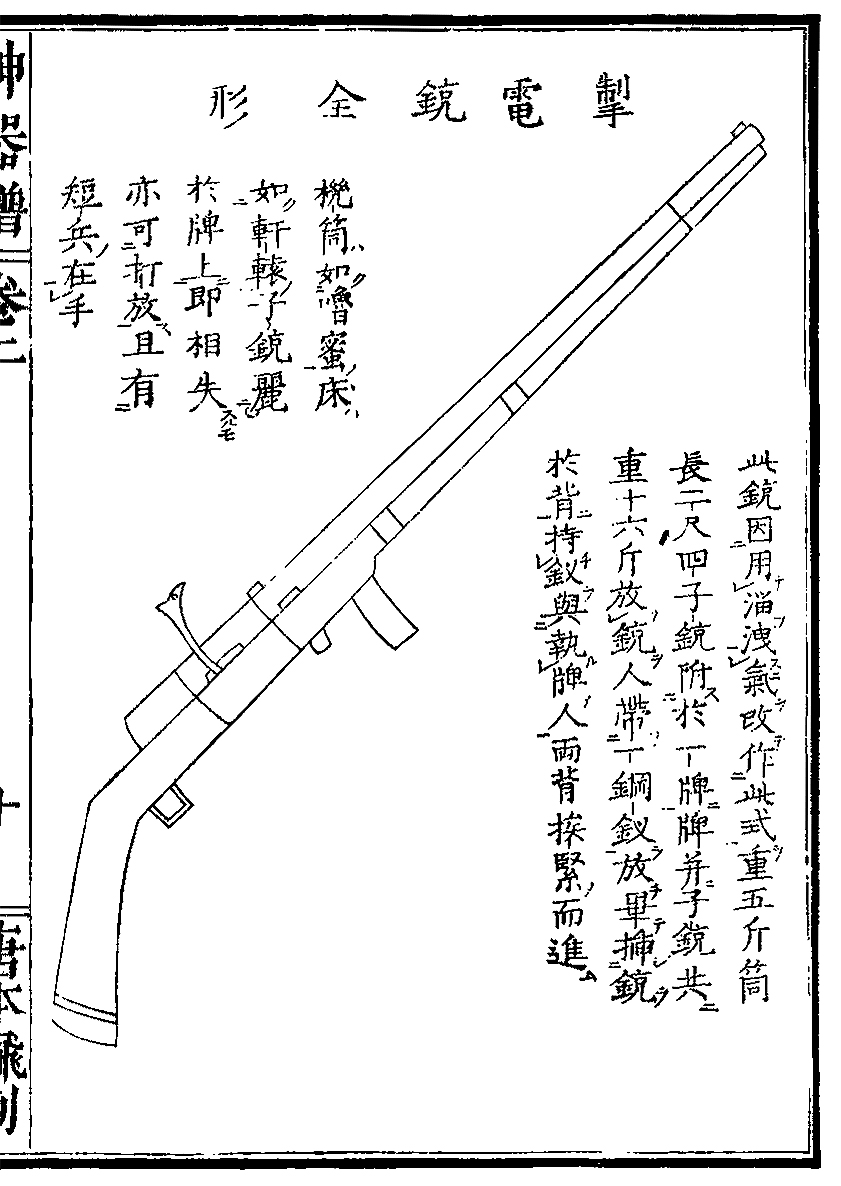
Un moschetto a retrocarica con canne intercambiabili - ill. in Shenqipu (1598).
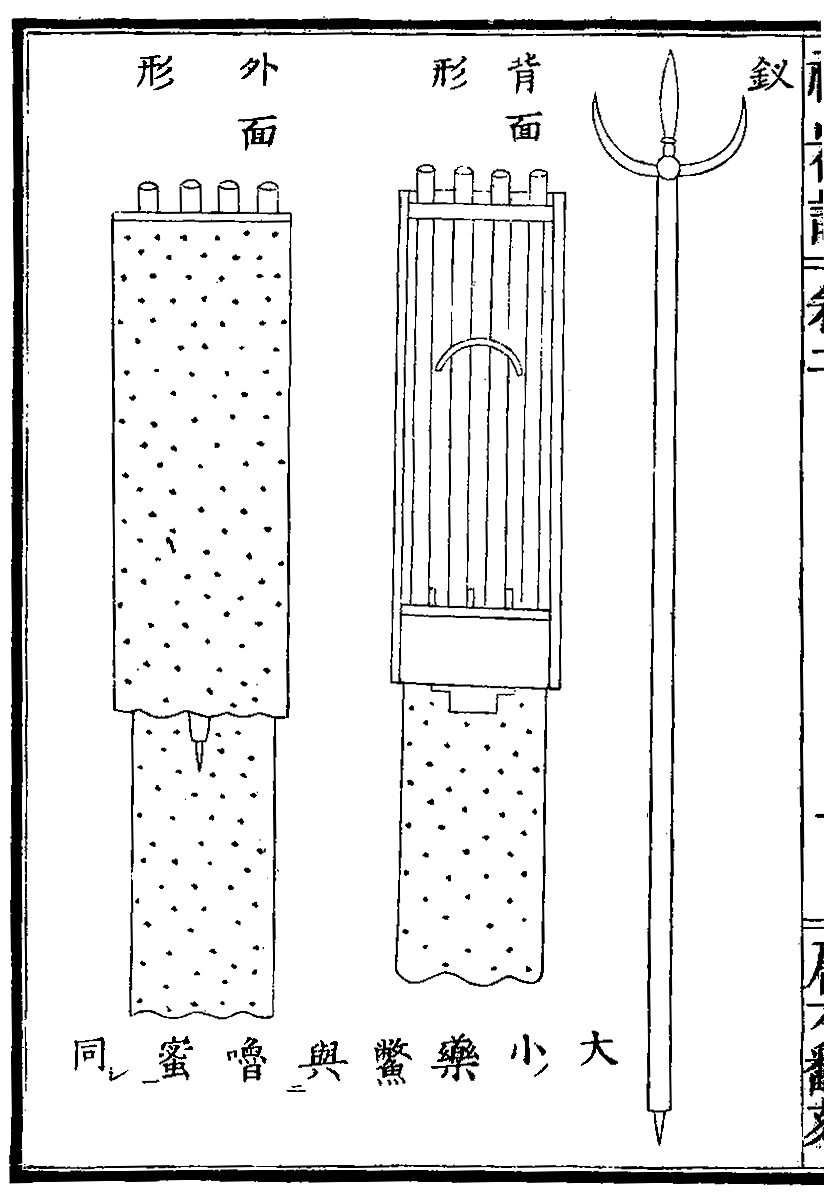
Un porta-canna che funge anche da scudo - ill. in Shenqipu (1598).
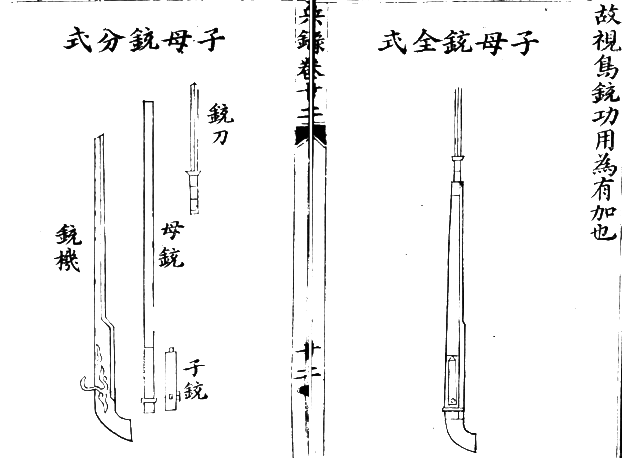
Un moschetto a retrocarica con una baionetta a innesto - ill. in Binglu (1606).
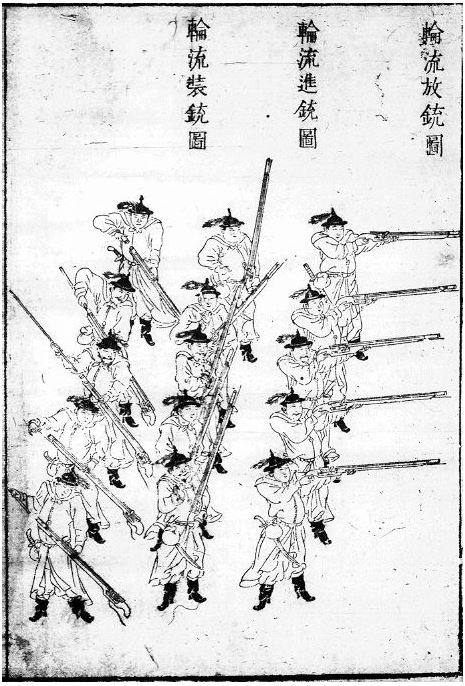
Illustrazione di una formazione di moschettieri Ming del 1639.

### Pistola a tuono rapido
La "pistola a tuono rapido", sviluppata da Zhao Shizhen, era un'arma da fuoco a cinque canne con un calcio rotante fissato a uno scudo rotondo nel mezzo. L'arma era appoggiata su un'ascia usata come supporto. L'arma potrebbe essere estratta e usata come lancia con l'estremità appuntita del calcio.

### Hongyipao
I cinesi iniziarono a produrre hongyipao, "cannoni barbari rossi", nel 1620. Erano colubrine ad avancarica in stile europeo. Svolsero un ruolo fondamentale nella difesa Ming contro gli Jurchen nella battaglia di Ningyuan ma il vantaggio tecnologico non durò a lungo. Kong Youde disertò ai Jin Posteriori (1616–1636) nel 1631, portando con sé la conoscenza del hongyipao.

### Moschetti a pietra focaia
Intorno al 1635 i cinesi acquisirono moschetti a pietra focaia o almeno avevano una conoscenza dettagliata della loro esistenza. Tuttavia, il nuovo meccanismo non prese piede e i cinesi non lo incorporarono mai nel loro arsenale.

### Cannoni in metallo composito

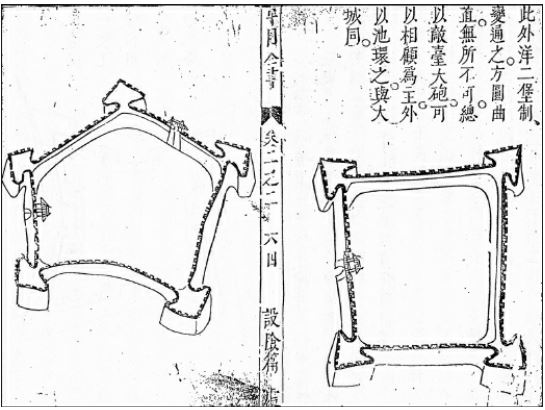
Forte del bastione Ming dal quanshu di Shouyu

Gli armaioli cinesi continuarono a modificare gli hongyipao e alla fine li migliorarono applicando tecniche di fusione native al loro progetto. Nel 1642 le fonderie Ming unirono la propria tecnologia di fusione con i modelli di cannoni europei per creare un cannone distintivo noto come "Gran Generale Dingliao". Combinando l'avanzata tecnica della ghisa della Cina meridionale e le canne composite ferro-bronzo inventate nella Cina settentrionale, i cannoni del gran generale Dingliao esemplificavano il meglio dei modelli di cannoni in ferro e bronzo. A differenza dei tradizionali cannoni in ferro e bronzo, la canna interna del gran generale Dingliao era in ferro, mentre l'esterno in ottone. Lo studioso Huang Yi-long descrive il processo:
I cannoni compositi bronzo-ferro risultanti erano per molti aspetti superiori ai cannoni di ferro o bronzo. Erano più leggeri, più forti, più duraturi e in grado di resistere a una pressione esplosiva più intensa. Gli artigiani cinesi hanno anche sperimentato altre varianti come i cannoni con anime in ferro battuto con esterni in ghisa. Sebbene inferiori alle loro controparti in bronzo-ferro, questi erano notevolmente più economici e più durevoli dei cannoni di ferro standard. Entrambi i tipi ebbero successo e furono considerati "tra i migliori al mondo" durante il XVII secolo. La tecnica di colata di metallo composito cinese era abbastanza efficace che i funzionari imperiali portoghesi cercarono di assumere armaioli cinesi per le loro fonderie di cannoni a Goa, in modo che potessero impartire i loro metodi per la produzione di armi portoghesi. Secondo il soldato Albrecht Herport, che combatté per gli olandesi durante l'Assedio di Forte Zeelandia, i cinesi "sanno come costruire fucili e cannoni molto efficaci, tanto che difficilmente è possibile trovarne eguali altrove".
Subito dopo che i Ming iniziarono a produrre i grandi generali Dingliao in metallo composito nel 1642, Pechino fu catturata dalla dinastia Manchu Qing e insieme a tutta la Cina settentrionale. L'élite manciù non si occupò direttamente delle armi e della loro produzione, preferendo invece delegare il compito ad artigiani cinesi, che produssero per i Qing un simile cannone di metallo composito noto come il "gran generale di Shenwei". Tuttavia, dopo che i Qing ottennero l'egemonia sull'Asia orientale a metà del 1700, la pratica di fondere cannoni di metallo composito cadde in disuso fino a quando la dinastia non dovette affrontare ancora una volta le minacce esterne nella guerra dell'oppio del 1840, a quel punto i cannoni a canna liscia stavano già iniziando a diventare obsoleto a causa delle canne rigate. Dopo la Battaglia dei forti di Taku (1860), gli inglesi riferirono con sorpresa che alcuni dei cannoni cinesi erano di struttura composita con caratteristiche simili ai cannoni Armstrong Whitworth. Molti dei cannoni Qing schierati lungo la costa furono forgiati nel XVII o all'inizio del XVIII secolo.
Il concetto di cannoni in metallo composito non è esclusivo della Cina. Sebbene i cinesi del sud iniziassero a fabbricare cannoni con anime di ferro e proiettili esterni in bronzo già negli anni 1530, furono seguiti subito dopo dai Gujarat, che lo sperimentarono nel 1545, dagli inglesi almeno nel 1580 e dagli olandesi nel 1629. Tuttavia lo sforzo richiesto per produrre queste armi ne ha impedito la produzione in serie. Gli europei li trattavano essenzialmente come prodotti sperimentali, risultando oggi in pochissimi pezzi sopravvissuti. Dei cannoni di metallo composito esistenti attualmente conosciuti, ci sono 2 inglesi, 2 olandesi, 12 gujarati e 48 del periodo Ming-Qing.

### Fortificazioni alla moderna
Nel 1632, Sun Yuanhua sostenne la costruzione della c.d. "Fortificazione alla moderna" basata su bastioni angolati nel suo Xifashenji, al fine di permettere alle artiglierie di sostenersi meglio a vicenda. I funzionari Han Yun e Han Lin notarono che i cannoni sui forti quadrati non potevano supportare entrambi i lati così come invece i bastioni. I loro sforzi per costruire bastioni e i loro risultati furono però inconcludenti. Ma Weicheng costruì due bastioni nella sua contea natale che aiutarono a respingere un'incursione Qing nel 1638 e, a seguito di ciò, nel 1641 c'erano dieci bastioni nella contea. Prima che i bastioni potessero essere ulteriormente diffusi, i Ming caddero (1644) e la nuova dinastia al potere in Cina, i Qing, accantonò questi progetti perché orientata su di una politica militare aggressiva e volta all'offensiva.

## Altre armi a polvere da sparo

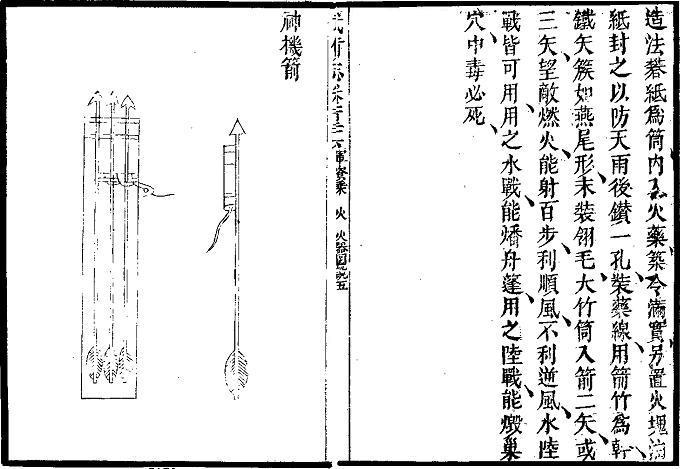
Frecce incendiarie conosciute come - ill. in Wubei Zhi.

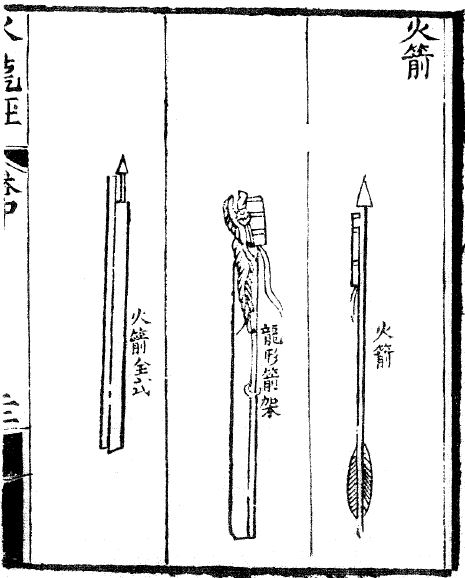
Frecce a razzo - ill. in Huolongjing. Da dx a sx: "freccia di fuoco", "cornice di freccia a forma di drago" e "freccia di fuoco completa".

### Razzi
L'arma base del razzo, altrimenti nota come freccia di fuoco in cinese, era un tubo di polvere da sparo con una miccia attaccato a una freccia. Le varianti del modello base includevano:
- "Freccia inchiodatrice", un'arma navale usata per dare fuoco alle vele delle navi nemiche. Comprendeva un fumo velenoso e una punta di freccia uncinata per impedire ai nemici di spegnere il fuoco.
- "Sciabola volante, lancia, spada e frecce a coda di rondine", che avevano punte di freccia specializzate e tubi di razzi più grandi per perforare l'armatura.

### Lanciarazzi
I lanciarazzi includevano:
- "Cesto di fuoco", un cesto di bambù portatile che contiene 20 frecce incendiarie;
- "Rompitore nemico lungo serpente", un razzo portatile con 32 frecce incendiarie;
- "Convocazione delle aquile che inseguono la lepre", un razzo portatile a doppia estremità contenente 30 frecce incendiarie su ciascun lato per un totale di 60 frecce incendiarie;
- "Nido d'api", un lanciatore di frecce di fuoco esagonale, montato su un carro, da 32 colpi;[96]
- "Pacchetto leopardo in carica", un razzo ottagonale che trasporta 40 frecce incendiarie;
- "Corsa delle cento tigri", un lanciarazzi a forma di scatola che trasporta 100 frecce incendiarie;
- "Schermata della freccia del fuoco divino", un lanciarazzi stazionario con grilletto a pressione che trasporta 100 frecce incendiarie.

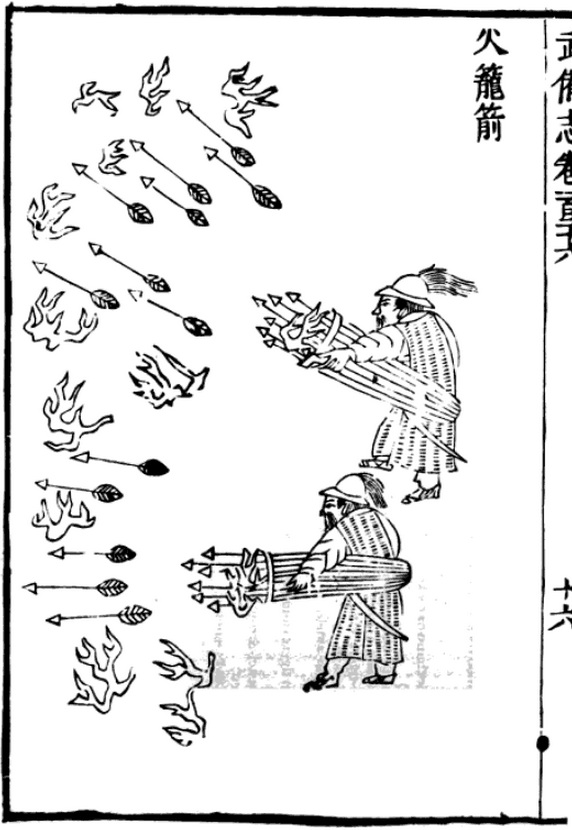
Lanciarazzi in vimini per frecce incendiarie - ill. in Wubei Zhi.
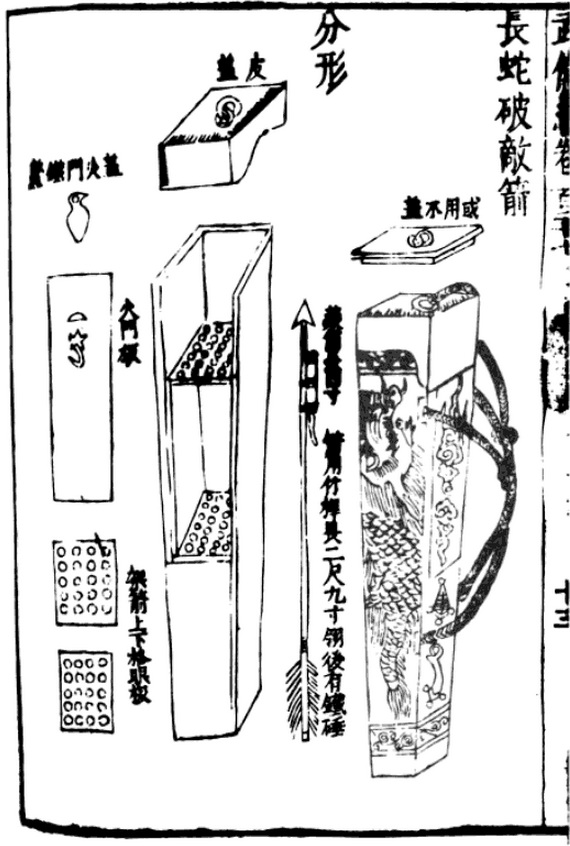
Un lanciatore di frecce di fuoco "lungo serpente che spezza il nemico" - ill. in Wubei Zhi. Trasporta 32 razzi avvelenati medio piccoli e viene fornito con una fionda da portare sulla schiena.
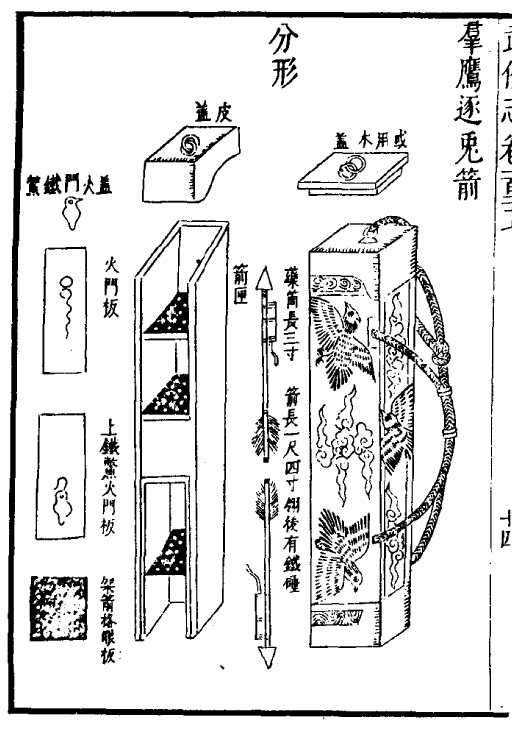
La "convocazione di aquile che inseguono la lepre" lanciarazzi - ill. in Wubei Zhi. Un razzo a doppia estremità che trasporta 30 piccoli razzi avvelenati su ciascuna estremità per un totale di 60 razzi. Trasporta un'imbracatura per il trasporto.
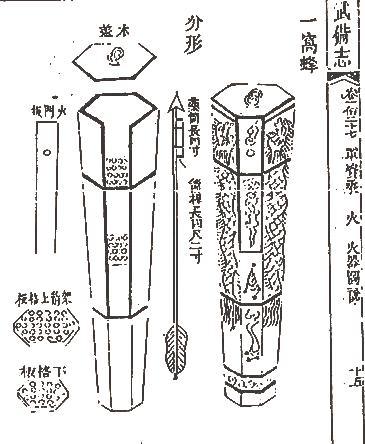
Un lanciarazzi a freccia "nido di api" (yi wo feng 一窩蜂) - ill. in Wubei Zhi. Così chiamato per la sua forma esagonale a nido d'ape.
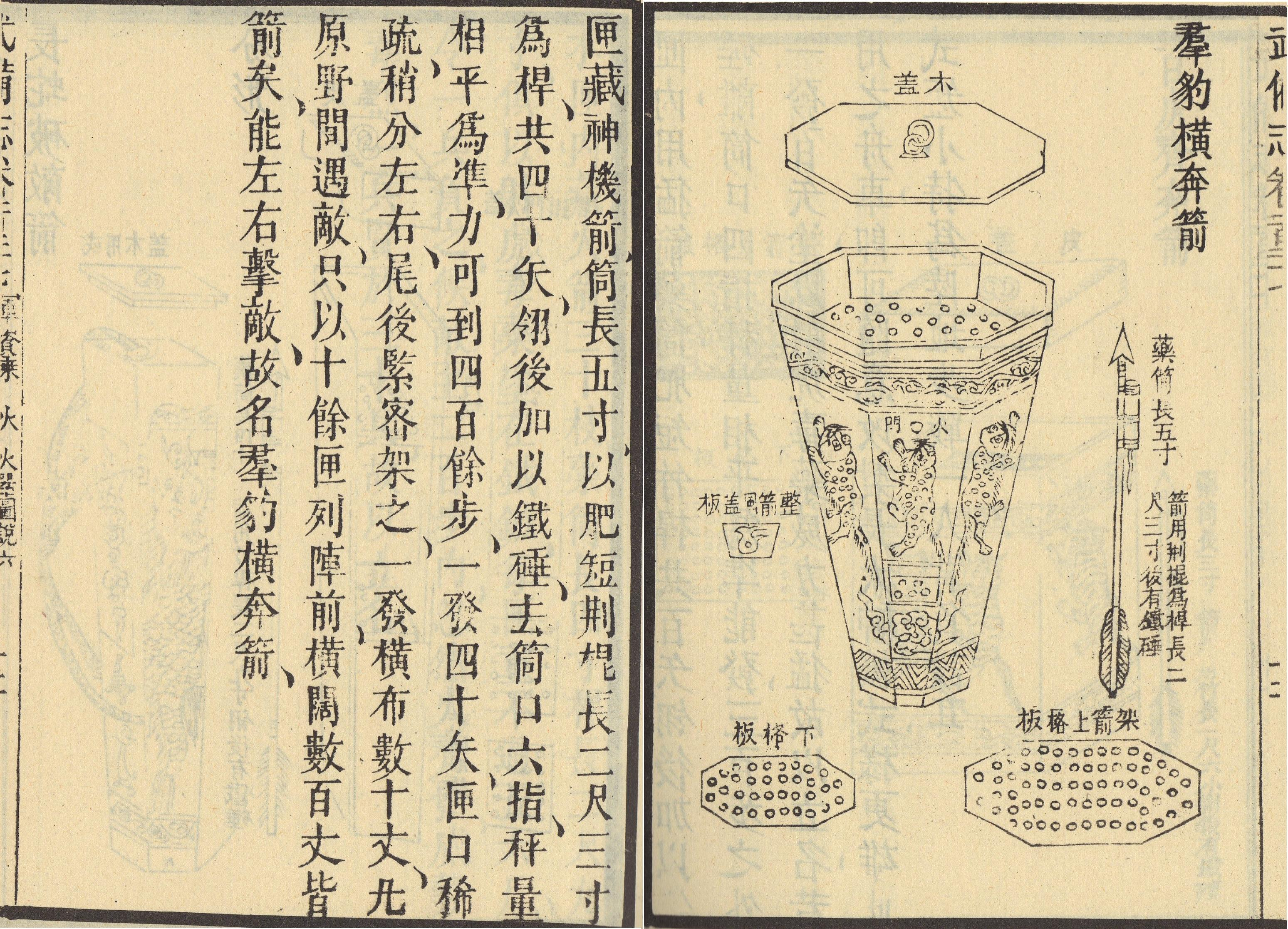
Un lanciarazzi a freccia "pacchetto leopardo in carica" - ill. in Wubei Zhi.
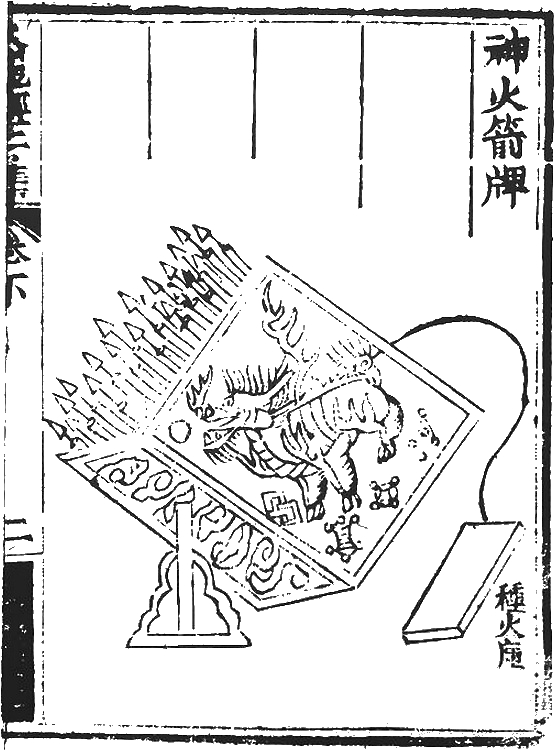
Lo "schermo della freccia di fuoco divino", un lanciarazzi che trasporta 100 frecce incendiarie - ill. in Huolongjing.

### Carrelli a razzo
- "Carrello freccia di fuoco", un carrello a razzo senza specifiche fornite.
- "Autopompa antincendio a cariola", un carrello a razzo costruito unendo quattro lanciarazzi "serpente lungo", due lanciarazzi quadrati "cento tigri", due emettitori di proiettili multipli e due lance per il combattimento ravvicinato.
- "Lanciarazzi carriola d'assalto", lanciarazzi multipli carriola d'assalto fianco a fianco.
- "Carretto d'acciaio marziale modificato", due carriole collegate, ciascuna dotata di due piccoli cannoni, 27 razzi e uno scudo.
- "Carro con ruota di carica barbaro nascosto", una carriola dotata di 40 razzi, otto lance e due scudi.

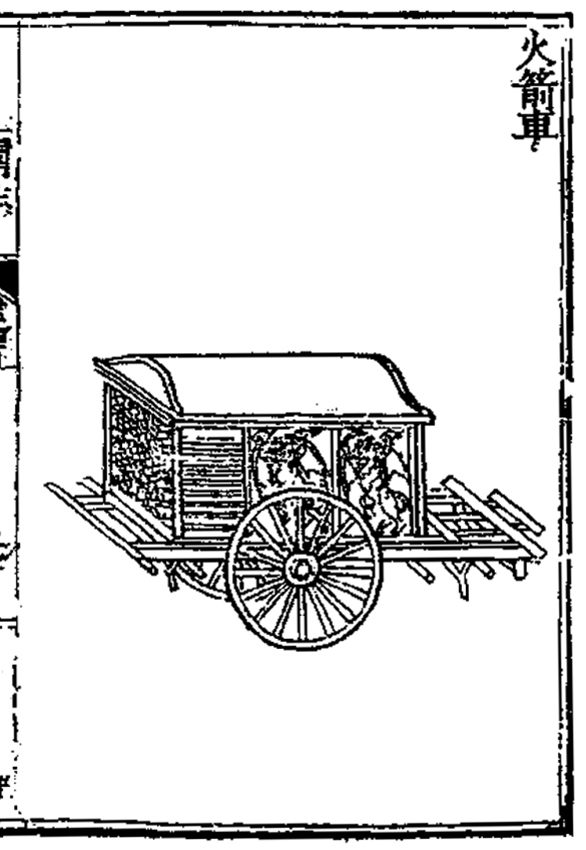
Carretto con frecce di fuoco del Sizhen Sanguan Zhi
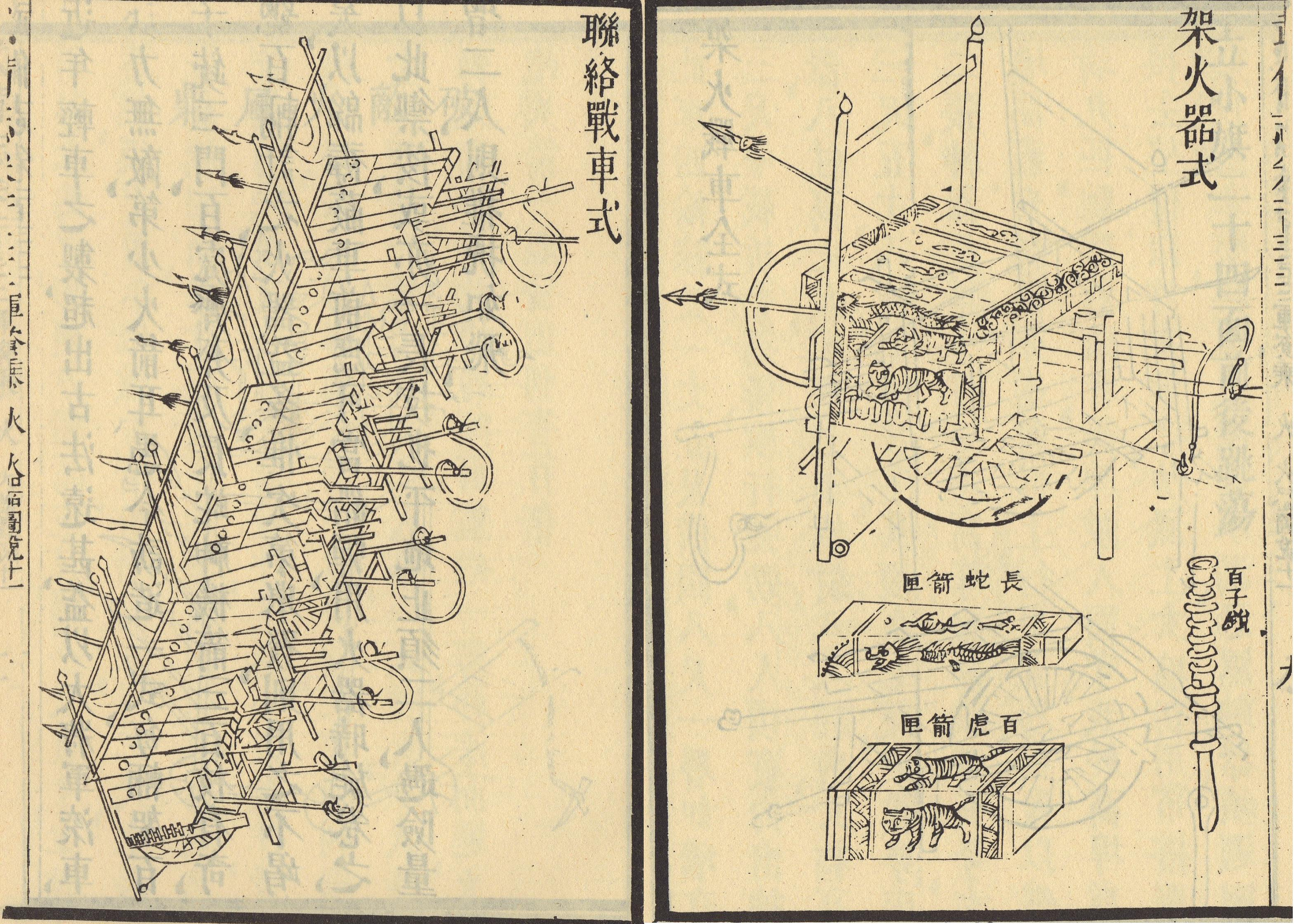
Carrelli a razzo del Wubei Zhi
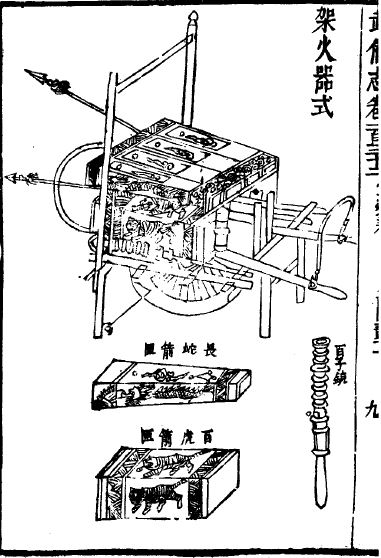
Autopompa antincendio carriola ( jia shi huo che架火器式)
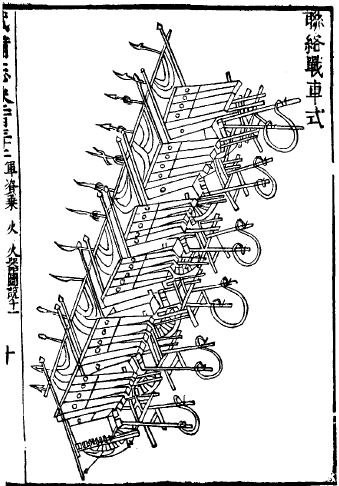
Più autopompe antincendio a carriola allineate insieme ( lian lu zhan che shi聯絡戰車式)
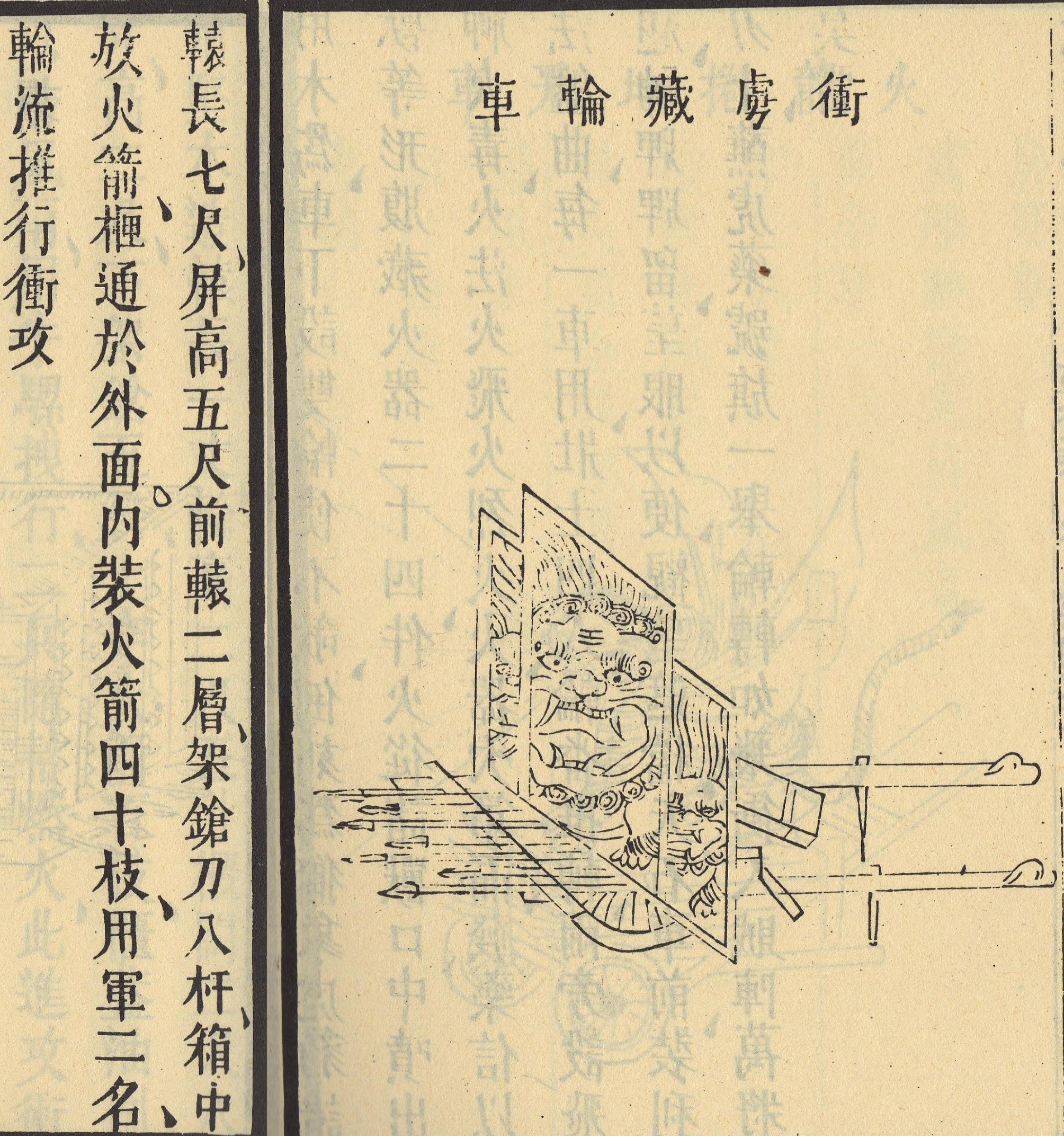
Carrello con ruota di ricarica barbaro nascosto

### Bombe
L'Huolongjing descrive diversi tipi di bombe. La "bomba a olio di fuoco che dissolve l'osso divino" era composta da un involucro di ghisa riempito con olio di tung, sal ammoniaca, feci, succo di scalogno e pellet di ferro o frammenti di porcellana. Un altro era chiamato "la magica meteora del fuoco che va contro la bomba del vento", che era realizzata utilizzando un'anima di legno riempita con polvere da sparo accecante. Non è certo quale fosse il punto del nucleo di legno, ma la bomba poteva essere molto piccola o così grande da dover essere trasportata da animali. Un tipo di bomba a bossolo debole chiamata "bomba dello sciame di api" è stata realizzata utilizzando bambù e carta per la custodia e riempita con polvere da sparo e trifogli di ferro. L'esplosione fu abbastanza debole ed era intesa per incendiare le vele delle navi o causare scompiglio negli accampamenti nemici. Potrebbero anche essere di legno custodie per bombe come il "fiammifero per diecimila nemici", a cui è stato dato un doppio involucro di legno in modo che non esplodesse, ma ruotasse emettendo fuoco.
Altre descrizioni dal Huolongjing :
- Bomba-anguria

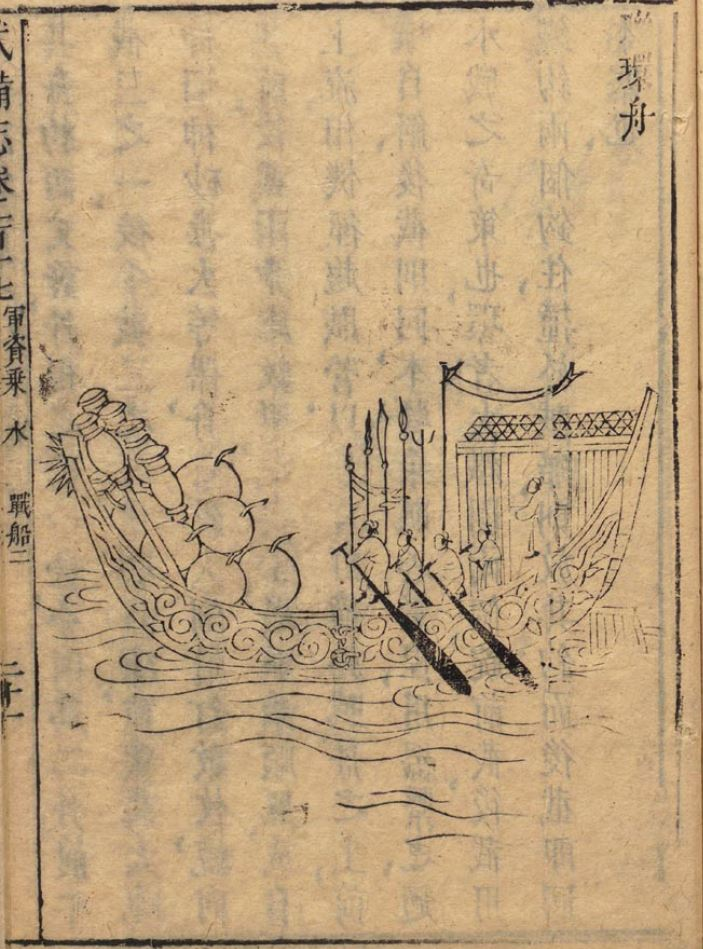
Barca per la posa di bombe - ill in. Wubei Zhi
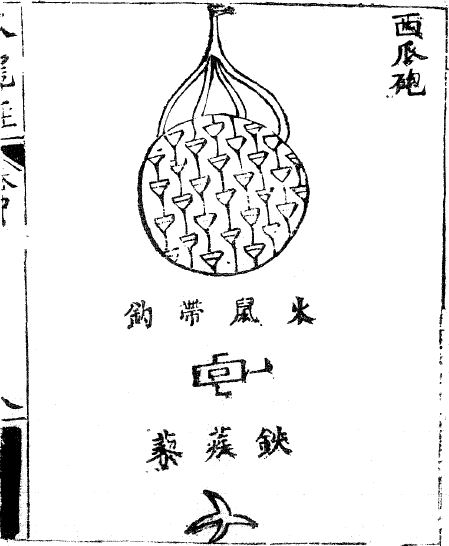
"Bomba dell'anguria" (xi gua pao) con "topi di fuoco", mini razzi con ganci - ill in. Huolongjing.
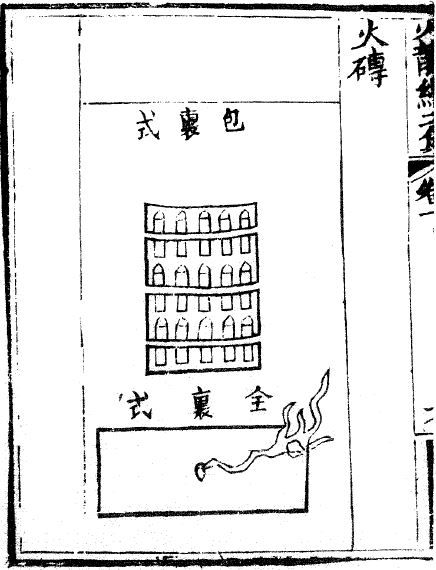
"Mattone refrattario" (huo zhuan) contenente mini-razzi con piccole punte acuminate - ill in. Huolongjing.
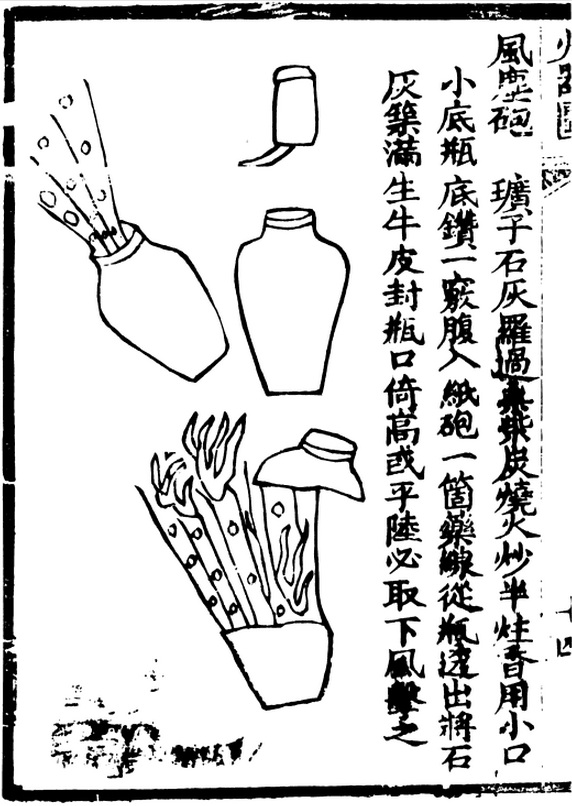
"Bomba a vento e polvere" (feng chen pao) - ill in. Huolongjing.
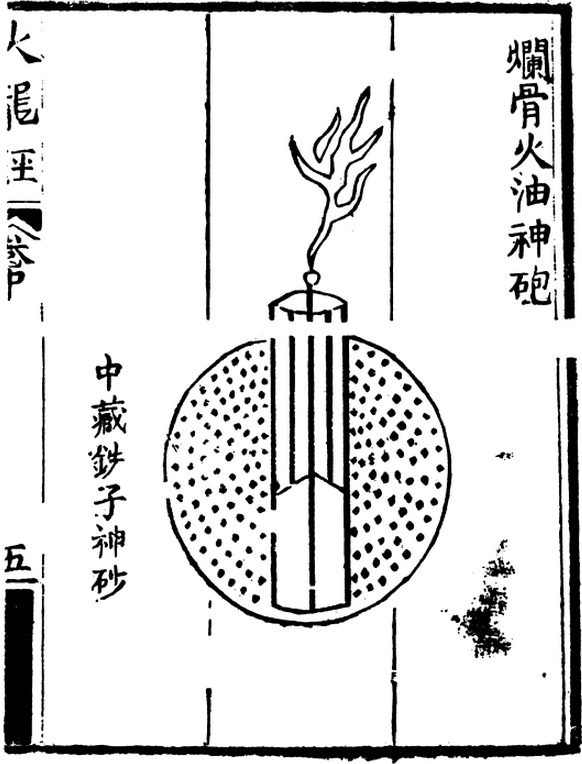
Bomba a frammentazione tp. "bomba a olio di fuoco che dissolve le ossa divine" (lan gu huo you shen pao), i punti neri rappresentano palline di ferro - ill in. Huolongjing.
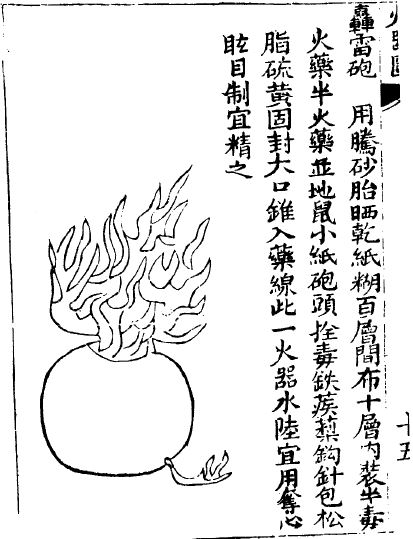
"Bomba tuonante rimbombante" (hong lei pao) - ill in. Huolongjing.
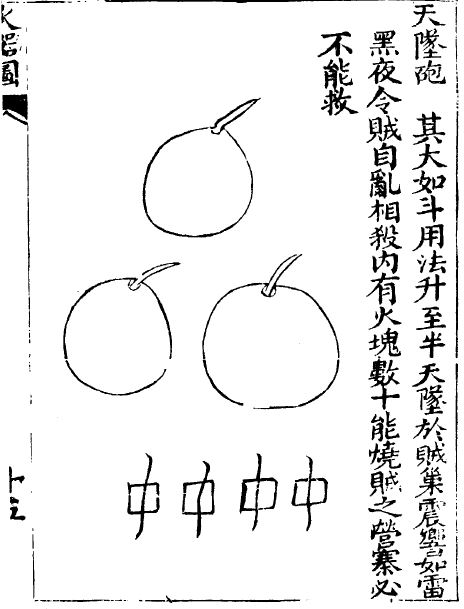
"Bombe cadute dal cielo" (tian zhui pao) - ill in. Huolongjing.
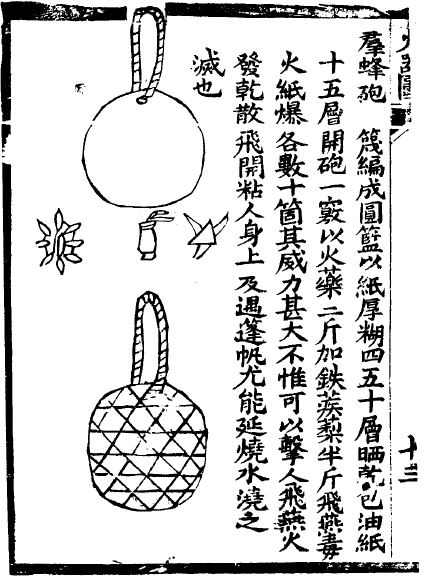
"Bomba dello sciame di api" (qun feng pao) - ill in. Huolongjing. Involucro di carta riempito di polvere da sparo e schegge.
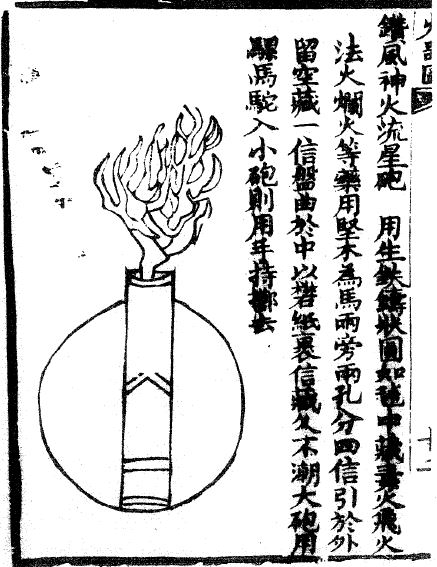
Bomba "divina fuoco meteora che va contro il vento" (zuan feng shen huo liu xing pao) - ill in. Huolongjing.
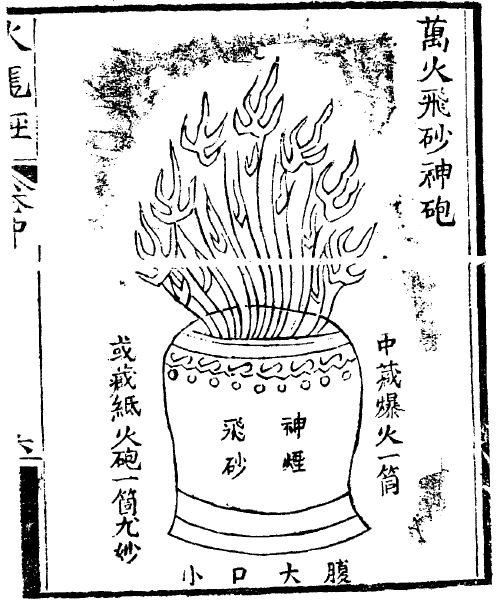
"Bomba divina di sabbia volante che sprigiona diecimila fuochi" (wan huo fei sha shen pao), un dispositivo a involucro debole forse utilizzato nei combattimenti navali - ill in. Huolongjing.

### Mine

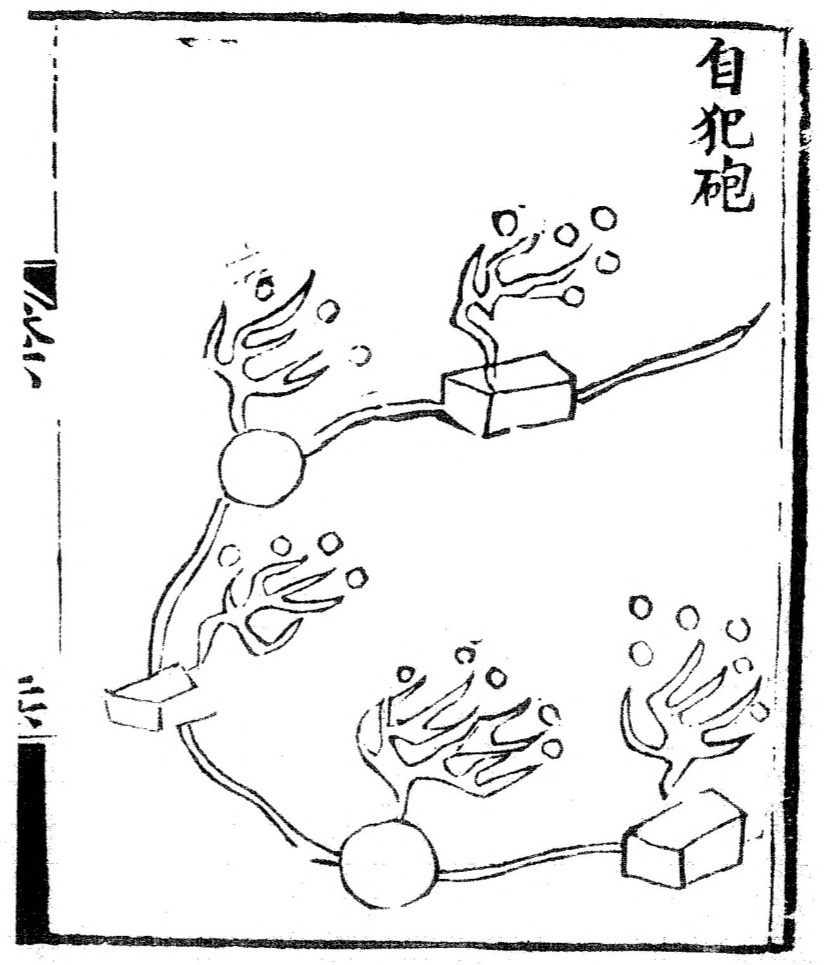
La "mina terrestre di trasgressione auto-incisa" (zi fan pao) di Huolongjing.

Mine terrestri potrebbero essere state utilizzate sin dalla dinastia Song nel 1277 contro i Mongoli, tuttavia non furono descritte in dettaglio fino a quando lo Huolongjing non fu scritto nella seconda metà del XIV secolo. Il testo descrive diversi tipi di mine, una delle quali era chiamata "mina invincibile del tuono terrestre": era fatta di ghisa e sepolta dove ci si aspettava l'arrivo dei nemici. Il meccanismo di innesco non è descritto, solo che le mine sono esplose a un dato segnale. Il "campo esplosivo del tuono a terra" era un grande gruppo di miniere fatte di tubi di bambù pieni di petrolio, polvere da sparo e pallini di piombo o ferro. La miccia era attaccata al fondo del tubo che si accendeva quando veniva disturbato. La "mina terrestre per violazione di domicilio" funzionava in modo simile, tranne per il fatto che il contenitore era fatto di ferro, roccia, porcellana o terracotta. I fusibili sono stati collegati tra loro attraverso una serie di condotti antincendio in modo che siano esplosi tutti in una volta. Una "mina esplosiva tagliata in pietra" è stata utilizzata per difendere le città. La sua miccia era inserita in una sezione di bambù.
Il Binglu descrive un tipo di mina chiamata "mina combinata a polo supremo" che montava una batteria di piccoli cannoni che si attivavano automaticamente, sebbene il meccanismo di innesco non sia descritto. Secondo l'Huolongjing, la mina esplosiva è stata fatta esplodere utilizzando un meccanismo di whee d'acciaio:
Tuttavia il meccanismo della "ruota d'acciaio" non fu descritto in dettaglio fino alla pubblicazione del Binglu nel 1606. Consisteva in due ruote d'acciaio poste su selci con una corda e un peso attaccato ad esse. Il peso era tenuto in posizione da un perno, che una volta rimosso calpestando una piastra attaccata ad esso, avrebbe rilasciato il peso, facendo sì che le ruote producessero scintille sfregando contro le selci e facendo così scattare la miccia. Il Wubei Zhi descrive anche un grilletto che utilizza materiale incandescente a combustione lenta. Il materiale incandescente era composto da polvere di legno di sandalo, ruggine di ferro, polvere di carbone "bianco", polvere di carbone di salice e polpa essiccata in polvere di datteri rossi. Questo è stato utilizzato per il "tuono impennata del cielo sotterraneo", che consisteva in mine attaccate a una ciotola di armi fuori terra. Quando i nemici tiravano le armi, le mine esplodevano.
Per le mine navali, l'Huolongjing descrive l'uso di bastoncini d'incenso che bruciavano lentamente che erano camuffati e programmati per esplodere contro le navi nemiche vicine:

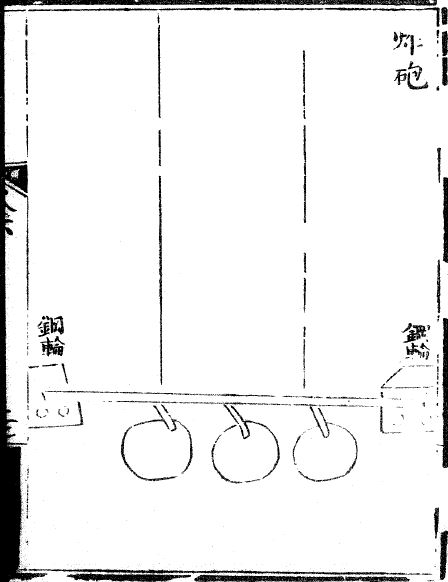
Bombe esplosive (zha pao) - ill. in Huolongjing.
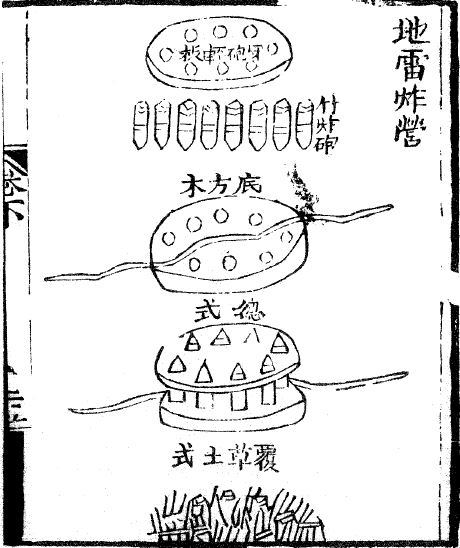
Campo esplosivo di tuono a terra (di lei zha ying), mina composta da otto cariche esplosive erette su due telai dischiformi - ill. in Huolongjing.
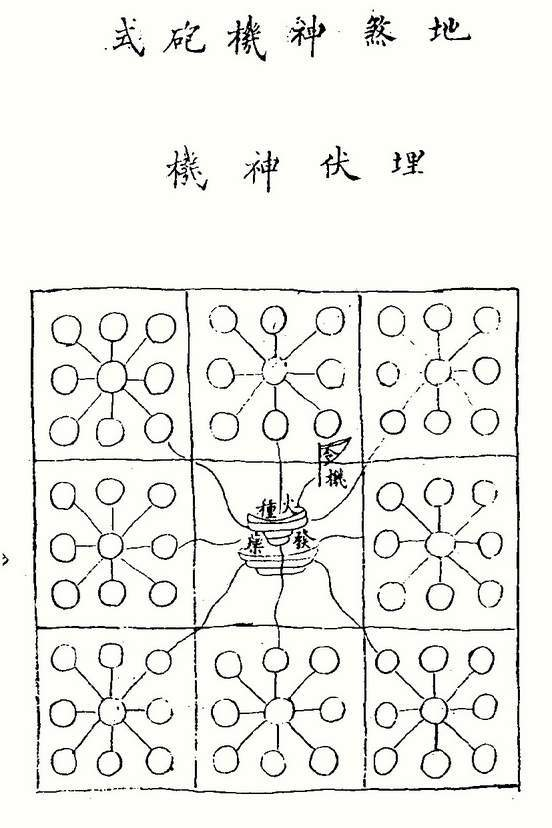
Sistema di mine anti-uomo (di sha shen ji pao shi-mai fu shen ji) - ill. in Huolongjing.
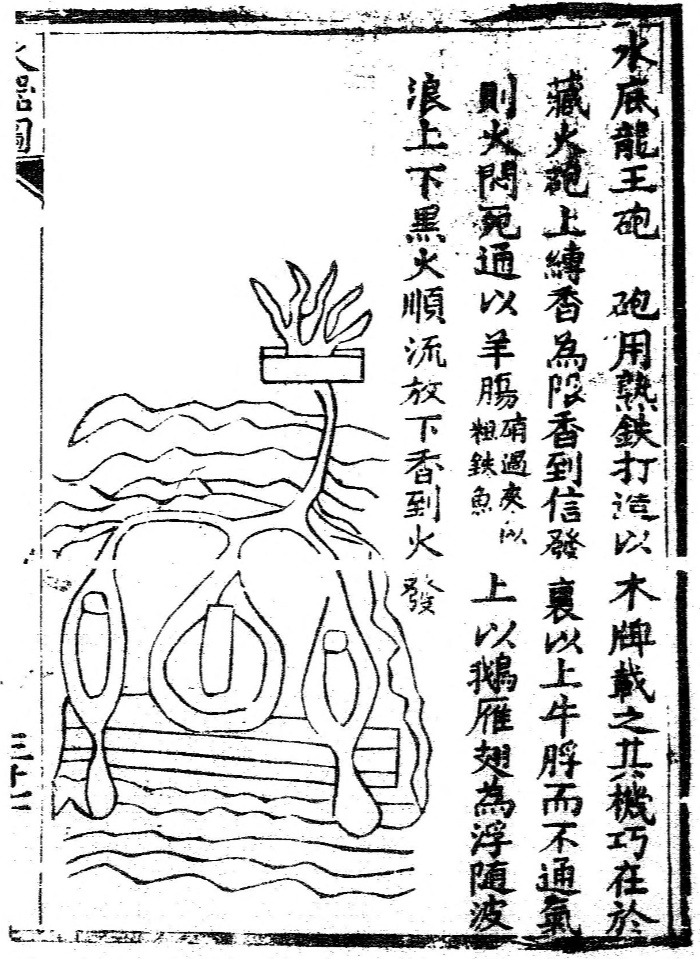
Sistema di mine anti-nave "re drago marino" (shui di long wang pao) - ill. in Huolongjing.
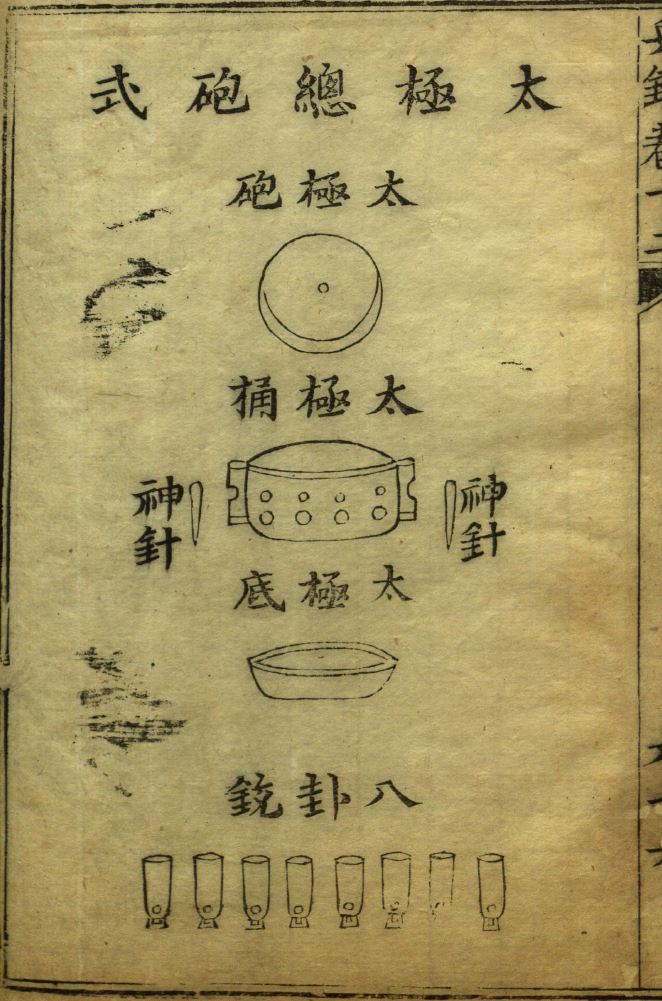
"Mina terrestre combinata con polo supremo" - ill. in Binglu.
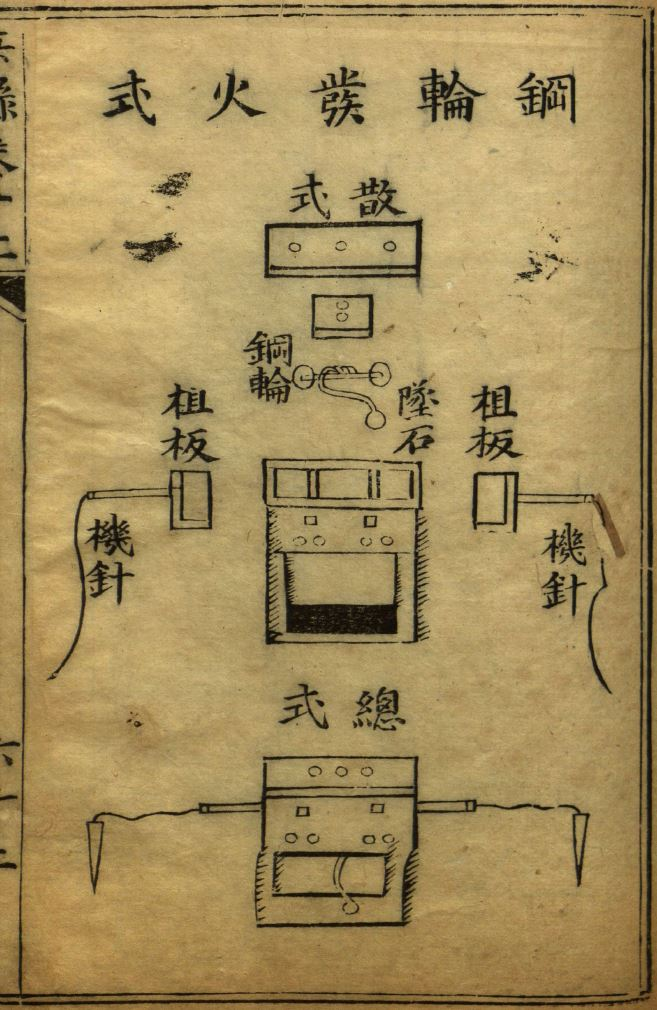
Accenditore a ruota in acciaio - ill. in Binglu.
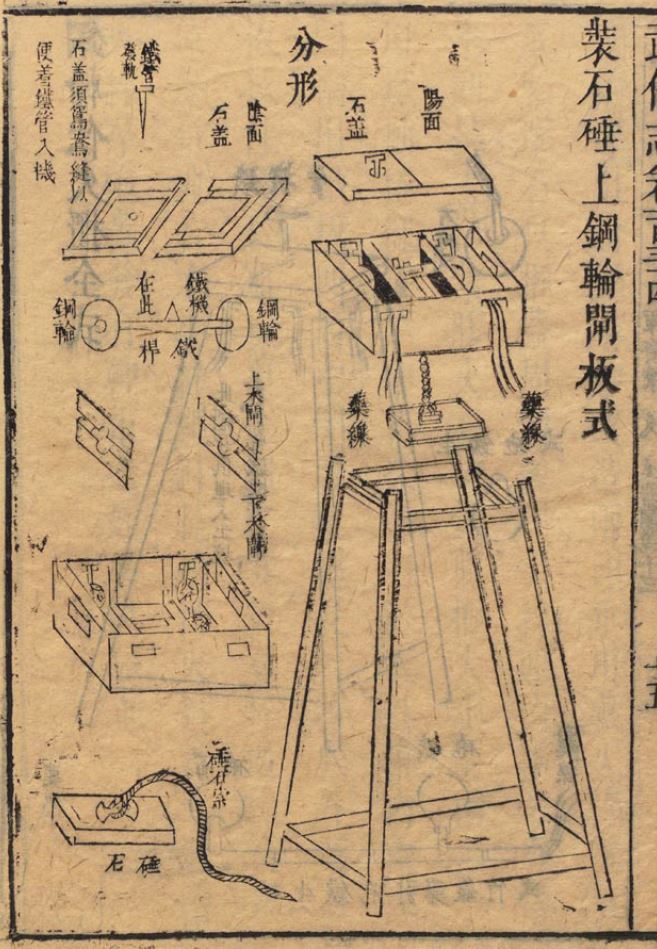
Meccanismo di scatto a ruota in acciaio - ill. in Wubei Zhi.
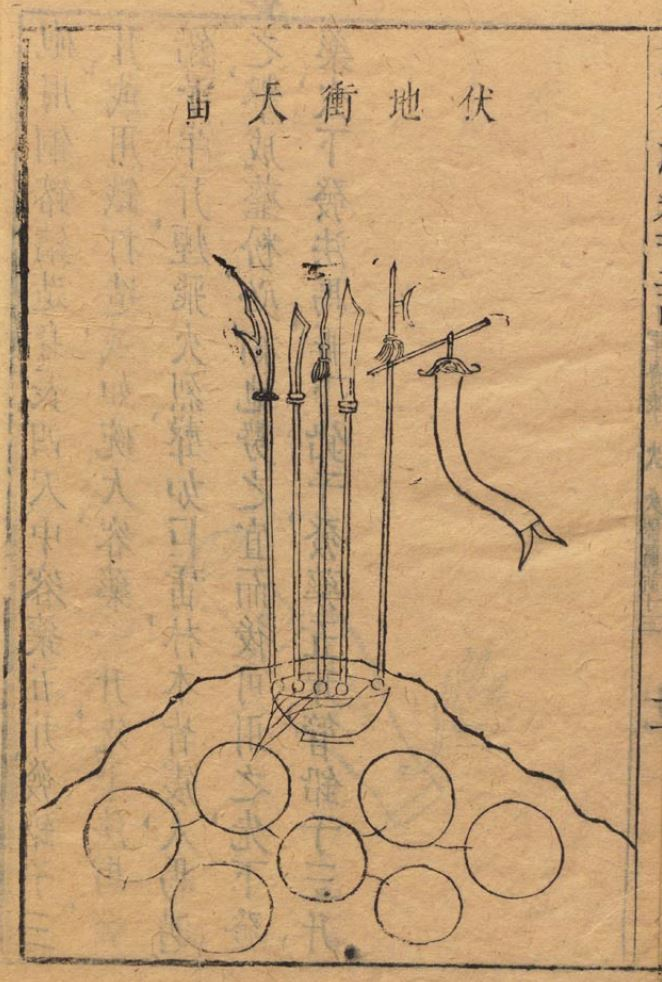
"Cielo sotterraneo svettante tuono" - ill. in Wubei Zhi.
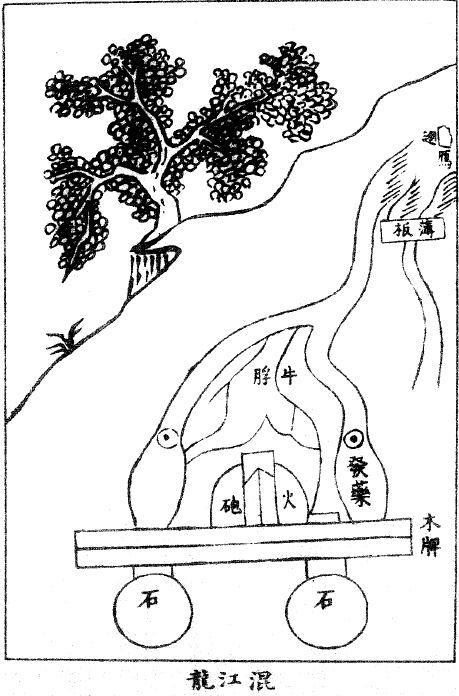
"Drago caotico del fiume" - ill. in Tiangong Kaiwu.

### Nessuna alternativa
Un'arma chiamata "Nessuna alternativa" è stata utilizzata durante la battaglia del lago Poyang. Era «fatta da una stuoia circolare di canne di circa cinque pollici di circonferenza e lunga sette piedi, incollata con carta rossa e legata insieme con seta e canapa - dentro c'era polvere da sparo attorcigliata con proiettili e tutti i tipi di [sussidiari] armi a polvere da sparo.» Era appeso a un palo sull'albero di trinchetto e quando una nave nemica arrivava a distanza ravvicinata, la miccia si accendeva e si rilasciava l'arma sulla nave nemica, ove detonava facendo «tutto a pezzi, senza speranza di salvezza.»

### Bibliografiche
1. 1 2 3 4 5  Andrade 2016, p. 201.
2. ↑  Andrade 2016, p. 141.
3. 1 2  Needham 1986, p. 334.
4. 1 2 3 4  Huang Yinong 2011.
5. ↑  Lorge 2005, p. 134.
6. ↑  Swope 2014, p. 49.
7. 1 2 3  Andrade 2016, p. 66.
8. ↑  Andrade 2016, p. 67.
9. ↑  Andrade 2016, p. 59.
10. ↑  Needham 1986, pp. 306-307.
11. 1 2 3  Turnbull 2008, p. 20.
12. ↑  Andrade 2016, p. 69.
13. ↑  Andrade 2016, pp. 70-72.
14. ↑  Andrade 2016, p. 158.
15. 1 2  Chase 2003, pp. 48-49.
16. ↑  Chase 2003, p. 45.
17. 1 2  Andrade 2016, p. 60.
18. ↑  Andrade 2016, p. 61.
19. ↑  Andrade 2016, p. 62.
20. ↑  Andrade 2016, p. 63.
21. ↑  Needham 1986, p. 307.
22. ↑  Andrade 2016, p. 55.
23. ↑  Robinson 2020, p. 137.
24. ↑  Andrade 2016, p. 110.
25. ↑  Lorge 2008, p. 16.
26. ↑  Andrade 2016, p. 105.
27. ↑  Needham 1986, p. 264.
28. ↑  Andrade 2016, pp. 55-56.
29. ↑  Andrade 2016, pp. 59-60.
30. 1 2  (EN) Michael Aung-Thwin e Kenneth Hall, New Perspectives on the History and Historiography of Southeast Asia, 2011,  p. 85.
31. 1 2  Andrade 2016, pp. 66-67.
32. 1 2  (EN) Weiwei Zheng [et al.], Metallographic Study of Hongwu Cannon Casted in the Early Ming Dynasty, in Journal of the Japan Institute of Metals, vol. 80, 2016,  pp. 176-185, DOI:10.2320/jinstmet.J2015060.
33. ↑  (EN) Wei Yuan Pao, su Great Ming Military.
34. 1 2  (EN) Ingo D. Nosske, China’s Catching-Up with Europe in the Field of Cannon Making, 1514-1683 [TESI], Faculty of Arts and Humanities, Zhejiang University, 2012.
35. ↑  (EN) Da Jian Jun Pao, su Great Ming Military.
36. 1 2  Needham 1986, p. 315.
37. ↑  Needham 1986, p. 317.
38. 1 2 3  Andrade 2016, p. 111.
39. ↑  Robinson 2020, p. 116.
40. ↑  Chase 2003, p. 43.
41. ↑  Lorge 2008, p. 14.
42. ↑  Andrade 2016, p. 112.
43. 1 2  Andrade 2016, p. 96.
44. ↑  Andrade 2016, p. 92.
45. ↑  Andrade 2016, p. 97.
46. ↑  Purton 2009, p. 363.
47. 1 2  Andrade 2016, p. 98.
48. ↑  Andrade 2016, p. 339.
49. ↑  (EN) Stone City (Shitoucheng), su China Internet Information Center, 2014.
50. ↑  Pines 2018.
51. ↑  Andrade 2016, p. 99.
52. ↑  Andrade 2016, p. 100.
53. ↑  Andrade 2016, p. 101.
54. ↑  Lorge 2008, p. 43.
55. ↑  Needham 1986, p. 414.
56. ↑  Cook 2000, p. 32.
57. ↑  Andrade 2016, p. 103.
58. ↑  Andrade 2016, p. 137.
59. ↑  Andrade 2016, p. 349.
60. ↑  Andrade 2016, p. 142.
61. ↑  Chase 2003, p. 143.
62. ↑  Chase 2003, p. 242.
63. ↑  Di Cosmo 2004, p. 131.
64. ↑  de Abreu 1991.
65. ↑  Pelliot 1948, pp. 199-207.
66. ↑  Needham 1986, p. 372.
67. ↑  Andrade 2016, p. 348.
68. ↑  (EN) Fa Gong (發熕), su Great Ming Military.
69. ↑  Papelitzky 2017, p. 131.
70. ↑  Xiaodong 2008.
71. ↑  Andrade 2016, p. 171.
72. ↑  Chase 2003, p. 153.
73. 1 2  Andrade 2016, p. 172.
74. ↑  Needham 1986, pp. 447-454.
75. ↑  Needham 1986, pp. 449-452.
76. ↑  Needham 1986, p. 444.
77. ↑  Needham 1986, p. 446.
78. ↑  Andrade 2016, p. 174.
79. 1 2  Andrade 2016, pp. 178-179.
80. ↑  Chase 2003, pp. 163-165.
81. ↑  Needham 1986, p. 422.
82. ↑  Chase 2003, p. 165.
83. ↑  Needham 1986, p. 412.
84. ↑  (EN) Ye Meng Xiong's cannons, su Great Ming Military, 2018.
85. ↑  Chase 2003, pp. 148-150.
86. 1 2  (EN) Breech loading arquebuses of the Ming Dinasty, su Great Ming Military, 2022.
87. ↑  (EN) Weatherproofed arquebuses of the Ming Dynasty, su Great Ming Military, 2022.
88. ↑  Needham 1986, p. 421.
89. ↑  Andrade 2016, p. 197.
90. ↑  Xu Liu 2004, p. 84.
91. ↑  Andrade 2016, p. 202.
92. ↑  Andrade 1016, p. 241.
93. ↑  Hoskins 2003.
94. ↑  Andrade 2016, p. 214.
95. 1 2  (EN) Rocket weaponry of Ming Dynasty, su Great Ming Military, 2015.
96. ↑  (EN) Unique weapon of the Ming Dinasty — Yi Wo Feng (一窩蜂), su Ming Great Military, 2015.
97. ↑  Needham 1986, pp. 178-187.
98. ↑  Needham 1986, p. 474.
99. ↑  Needham 1986, p. 196.
100. ↑  Needham 1986, pp. 197-199.
101. ↑  Needham 1986, pp. 199-203.
102. ↑  Needham 1986, pp. 203-205.

### Fonti
- (ZH) Jiao Yu e Liu Bowen, Huolongjing, XIV secolo.
- (ZH) Mao Yuanyi, Wubei Zhi, 1621.
- (ZH) Qi Jiguang, Jixiao Xinshu, XVI secolo.
- (EN) Benjamin Robins, New Principles of Gunnery, 1742.

### Studi
- (EN) Chahryar Adle, History of Civilizations of Central Asia: Development in Contrast: from the Sixteenth to the Mid-Nineteenth Century, 2003.
- (EN) Gábor Ágoston, Guns for the Sultan: Military Power and the Weapons Industry in the Ottoman Empire, Cambridge University Press, 2005, ISBN 0-521-60391-9.
- (EN) Jai Prakash Agrawal, High Energy Materials: Propellants, Explosives and Pyrotechnics, Wiley-VCH, 2010.
- (EN) Tonio Andrade, The Gunpowder Age: China, Military Innovation, and the Rise of the West in World History, Princeton University Press, 2016, ISBN 978-0-691-13597-7.
- (EN) Thomas Arnold, The Renaissance at War, Cassell & Co, 2001, ISBN 0-304-35270-5.
- (EN) Captain James G. Benton, A Course of Instruction in Ordnance and Gunnery, 2ª ed., West Point, New York, Thomas Publications, 1862, ISBN 1-57747-079-6.
- (EN) G. I. Brown, The Big Bang: A History of Explosives, Sutton Publishing, 1998, ISBN 0-7509-1878-0.
- (EN) Brenda J. Buchanan (a cura di), Gunpowder, Explosives and the State: A Technological History, in Technology and Culture, vol. 49, Aldershot, Ashgate, 2006,  pp. 785-786, DOI:10.1353/tech.0.0051, ISBN 0-7546-5259-9.
- (EN) Kenneth Chase, Firearms: A Global History to 1700, Cambridge University Press, 2003, ISBN 978-0-521-82274-9.
- (EN) Wayne Cocroft, Dangerous Energy: The archaeology of gunpowder and military explosives manufacture, Swindon, English Heritage, 2000, ISBN 1-85074-718-0.
- (EN) Haruko Taya Cook, Japan At War: An Oral History, Phoenix Press, 2000.
- (EN) Robert Cowley, Experience of War, Laurel, 1993.
- (EN) David Cressy, Saltpeter: The Mother of Gunpowder, Oxford University Press, 2013.
- (EN) Alfred W. Crosby, Throwing Fire: Projectile Technology Through History, Cambridge University Press, 2002, ISBN 0-521-79158-8.
- (EN) W. S. Curtis, Long Range Shooting: A Historical Perspective, WeldenOwen, 2014.
- António Graça de Abreu, The Chinese, Gunpowder and the Portuguese, in Review of Culture, vol. 2, 1991,  pp. 32-40.
- (EN) Nicola Di Cosmo, Did Guns Matter? Firearms and the Qing Formation, in Lynn Struve (a cura di), The Qing Formation in World- Historical Time, Cambridge, MA, Harvard University Asia Center, 2004,  pp. 121-166.
- (EN) Brian Earl, Cornish Explosives, Cornwall, The Trevithick Society, 1978, ISBN 0-904040-13-5.
- (EN) S. C. Easton, Roger Bacon and His Search for a Universal Science: A Reconsideration of the Life and Work of Roger Bacon in the Light of His Own Stated Purposes, Basil Blackwell, 1952.
- (EN) Patricia B. Ebrey, The Cambridge Illustrated History of China, Cambridge University Press, 1999, ISBN 0-521-43519-6.
- (EN) R.G. Grant, Battle at Sea: 3,000 Annos of Naval Warfare, DK Publishing, 2011.
- R. Lee Hadden, Confederate Boys and Peter Monkeys, su Armchair General, 2 gennaio 2005.
- (EN) Richard Harding, Seapower and Naval Warfare, 1650-1830, UCL Press Limited, 1999.
- (EN) Ahmad Y. al-Hassan, Potassium Nitrate in Arabic and Latin Sources, in History of Science and Technology in Islam, 2001. URL consultato il 23 luglio 2007.
- (EN) John M. Hobson, The Eastern Origins of Western Civilisation, Cambridge University Press, 2004.
- Sara Grace Hoskins, 16th Century Cast-Bronze Ordnance at the Museu de Angra do Heroísmo (PDF), Texas A&M University, December 2003.
- Huang Yinong, The Rise and Fall of the Unique Composite Metal Cannon in Ming and Qing Dynasty, in Tsinghua Journal, vol. 41, National Tsinghua University, 2011,  pp. 73-136. URL consultato il 4 giugno 2021.
- Norman Gardner Johnson, Explosive, in Encyclopædia Britannica, Chicago.
- (EN) Jack Kelly, Gunpowder: Alchemy, Bombards, & Pyrotechnics: The History of the Explosive that Changed the World, Basic Books, 2004, ISBN 0-465-03718-6.
- (EN) Iqtidar Alam Khan, Coming of Gunpowder to the Islamic World and North India: Spotlight on the Role of the Mongols, in Journal of Asian History, vol. 30, 1996,  pp. 41-5.
- (EN) Iqtidar Alam Khan, Gunpowder and Firearms: Warfare in Medieval India, Oxford University Press, 2004.
- (EN) Iqtidar Alam Khan, Historical Dictionary of Medieval India, The Scarecrow Press, Inc., 2008, ISBN 978-0-8108-5503-8.
- (EN) Jeff Kinard, Artillery An Illustrated History of its Impact, 2007.
- (EN) Angus Konstam, Renaissance War Galley 1470-1590, Osprey Editore Ltd., 2002.
- (EN) Jieming Liang, Chinese Siege Warfare: Mechanical Artillery & Siege Weapons of Antiquity, Singapore, Republic of Singapore, Leong Kit Meng, 2006, ISBN 981-05-5380-3.
- (EN) Olaf G. Lidin, Tanegashima – The Arrival of Europe in Japan, Nordic Inst of Asian Studies, 2002, ISBN 8791114128.
- (EN) Peter A. Lorge, War, Politics and Society in Early Modern China, 900-1795, Routledge, 2005.
- (EN) Peter A. Lorge, The Asian Military Revolution: from Gunpowder to the Bomb, Cambridge University Press, 2008, ISBN 978-0-521-60954-8.
- (EN) Peter A. Lorge, Chinese Martial Arts: From Antiquity to the Twenty-First Century, Cambridge, Cambridge University Press, 2011, ISBN 978-0-521-87881-4.
- (EN) Gwei-Djen Lu, The Oldest Representation of a Bombard, in Technology and Culture, vol. 29, 1988,  pp. 594-605, DOI:10.2307/3105275, JSTOR 3105275.
- (EN) Timothy May, The Mongol Conquests in World History, Reaktion Books, 2012.
- (EN) Sean McLahlan, Medieval Handgonnes, 2010.
- (EN) William Hardy McNeill, The Rise of the West: A History of the Human Community, University of Chicago Press, 1992.
- (EN) Stephen Morillo, War in World History: Society, Technology, and War from Ancient Times to the Present, Volume 1, To 1500, McGraw-Hill, 2008, ISBN 978-0-07-052584-9.
- (EN) Joseph Needham, Science and Civilization in China, Volume 4, Part 3, Cambridge At The University Press, 1971.
- (EN) Joseph Needham, Science and Civilisation in China, Volume 5, Part 4, Cambridge University Press, 1980, ISBN 0-521-08573-X.
- (EN) Joseph Needham, Science and Civilisation in China, Volume 5: Chemistry and Chemical Technology, Part 7, Military Technology: The Gunpowder Epic, Cambridge University Press, 1986, ISBN 0-521-30358-3.
- (EN) David Nicolle, The Mongol Warlords: Ghengis Khan, Kublai Khan, Hulegu, Tamerlane, 1990.
- (EN) Cathal J. Nolan, The Age of Wars of Religion, 1000–1650: an Encyclopedia of Global Warfare and Civilization, Vol 1, A-K, vol. 1, Westport & London, Greenwood Press, 2006, ISBN 0-313-33733-0.
- (EN) John Norris, Early Gunpowder Artillery: 1300–1600, Marlborough, The Crowood Press, 2003.
- (EN) Elke Papelitzky, Naval warfare of the Ming dynasty (1368-1644): A comparison between Chinese military texts and archaeological sources, in Rebecca O'Sullivan, Christina Marini e Julia Binnberg (a cura di), Archaeological Approaches to Breaking Boundaries: Interaction, Integration & Division. Proceedings of the Graduate Archaeology at Oxford Conferences 2015–2016, Oxford, British Archaeological Reports, 2017,  pp. 129-135.
- (EN) J.R. Partington, A History of Greek Fire and Gunpowder, Baltimore, Johns Hopkins University Press, 1999  [1960], ISBN 0-8018-5954-9.
- (EN) John Merton Patrick, Artillery and warfare during the thirteenth and fourteenth centuries, Utah State University Press, 1961.
- (EN) Roger Pauly, Firearms: The Life Story of a Technology, Greenwood Publishing Group, 2004.
- Paul Pelliot, Le Ḫōj̆a et le Sayyid Ḥusain de l'Histoire des Ming, in T'oung Pao, vol. 38, 1948,  pp. 81-292, DOI:10.1163/156853297X00509.
- (EN) Noel Perrin, Giving up the Gun, Japan's reversion to the Sword, 1543–1879, Boston, David R. Godine, 1979, ISBN 0-87923-773-2.
- (EN) David E. Petzal, The Total Gun Manual (Canadian edition), WeldonOwen, 2014.
- (EN) Henry Prataps Phillips, The History and Chronology of Gunpowder and Gunpowder Weapons (c.1000 to 1850), Notion Press, 2016.
- Yuri Pines, The Earliest 'Great Wall'? Long Wall of Qi Revisited (PDF), in Journal of the American Oriental Society, vol. 138, 2018,  pp. 743-762, DOI:10.7817/jameroriesoci.138.4.0743.
- (EN) Peter Purton, A History of the Late Medieval Siege, 1200–1500, Boydell Press, 2009, ISBN 978-1-84383-449-6.
- (EN) David M. Robinson, Ming China and its Allies, 2020.
- (EN) Susan Rose, Medieval Naval Warfare 1000-1500, Routledge, 2002.
- (EN) Kaushik Roy, Warfare in Pre-British India, Routledge, 2015.
- (DE) Volker Schmidtchen, Technikgeschichte, n. 44, 1977 titolo=Riesengeschütze des 15. Jahrhunderts. Technische Höchstleistungen ihrer Zeit,  pp. 153-173.
- (DE) Volker Schmidtchen, Technikgeschichte, n. 44, 1977 titolo=Riesengeschütze des 15. Jahrhunderts. Technische Höchstleistungen ihrer Zeit,  pp. 213-237.
- (EN) Kenneth Swope, The Military Collapse of China's Ming Dynasty, Routledge, 2014.
- (EN) Nhung Tuyet Tran, Viêt Nam Borderless Histories, University of Wisconsin Press, 2006.
- (EN) Stephen Turnbull, Fighting Ships Far East (2: Japan and Korea Ad 612-1639, Osprey Publishing, 2003, ISBN 1-84176-478-7.
- (EN) Stephen Turnbull, The Samurai Invasion of Korea 1592-98, Osprey Publishing, 2008.
- (EN) Tadeusz Urbanski, Chemistry and Technology of Explosives, III, New York, Pergamon Press, 1967.
- (EN) L. J. Andrew Villalon, The Hundred Annos War (part II): Different Vistas, Brill Academic Pub, 2008, ISBN 978-90-04-16821-3.
- (EN) John A. Wagner, The Encyclopedia of the Hundred Annos War, Westport & London, Greenwood Press, 2006, ISBN 0-313-32736-X.
- (EN) Peter Watson, Ideas: A History of Thought and Invention, from Fire to Freud, Harper Perennial (2006), 2006, ISBN 0-06-093564-2.
- (EN) Philip Wilkinson, Castles, Dorling Kindersley, 9 September 1997, ISBN 978-0-7894-2047-3.
- (EN) Robert Wilkinson-Latham, Napoleon's Artillery, France, Osprey Publishing, 1975, ISBN 0-85045-247-3.
- (EN) James H. Willbanks, Machine guns: an illustrated history of their impact, ABC-CLIO, 2004.
- (EN) Anthony G. Williams, Rapid Fire, Shrewsbury, Airlife Publishing, 2000, ISBN 1-84037-435-7.
- Yin Xiaodong, Western Cannons in China in the 16th–17th Centuries, in Icon, vol. 14, 2008,  pp. 41-61, JSTOR 23787161.
- (ZH) Xu Liu, 中国古代火药火器史 [History of gunpowder and firearm in ancient China], 大象出版社 [Elephant Publishing House], 2004, ISBN 978-7-53473028-3.